# Biserica de lemn din Întregalde

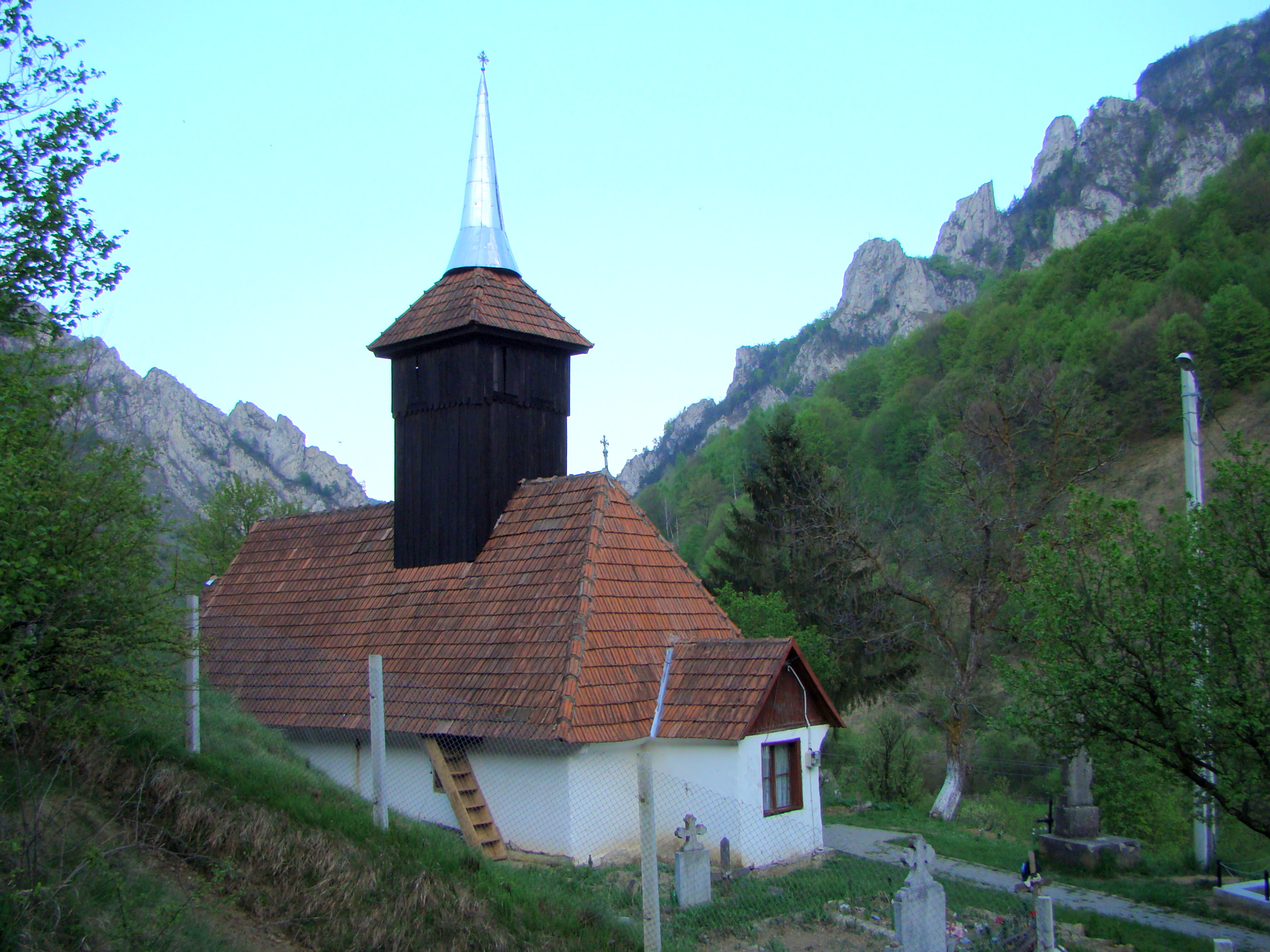
Biserica de lemn din Întregalde, județul Alba, 2009
(vedere din nord-vest)

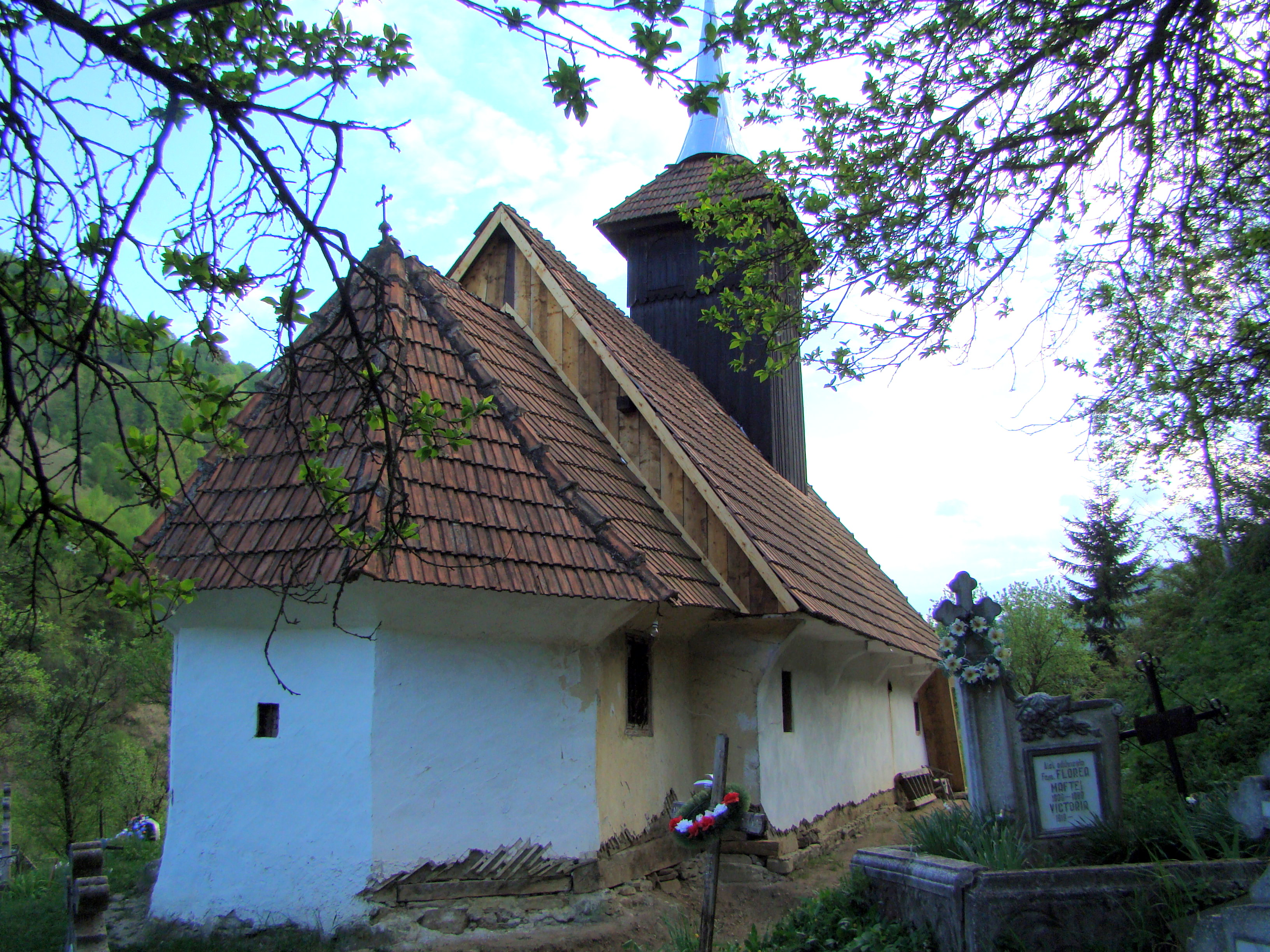
Biserica de lemn din Întregalde, județul Alba, 2009
(vedere din nord-est)

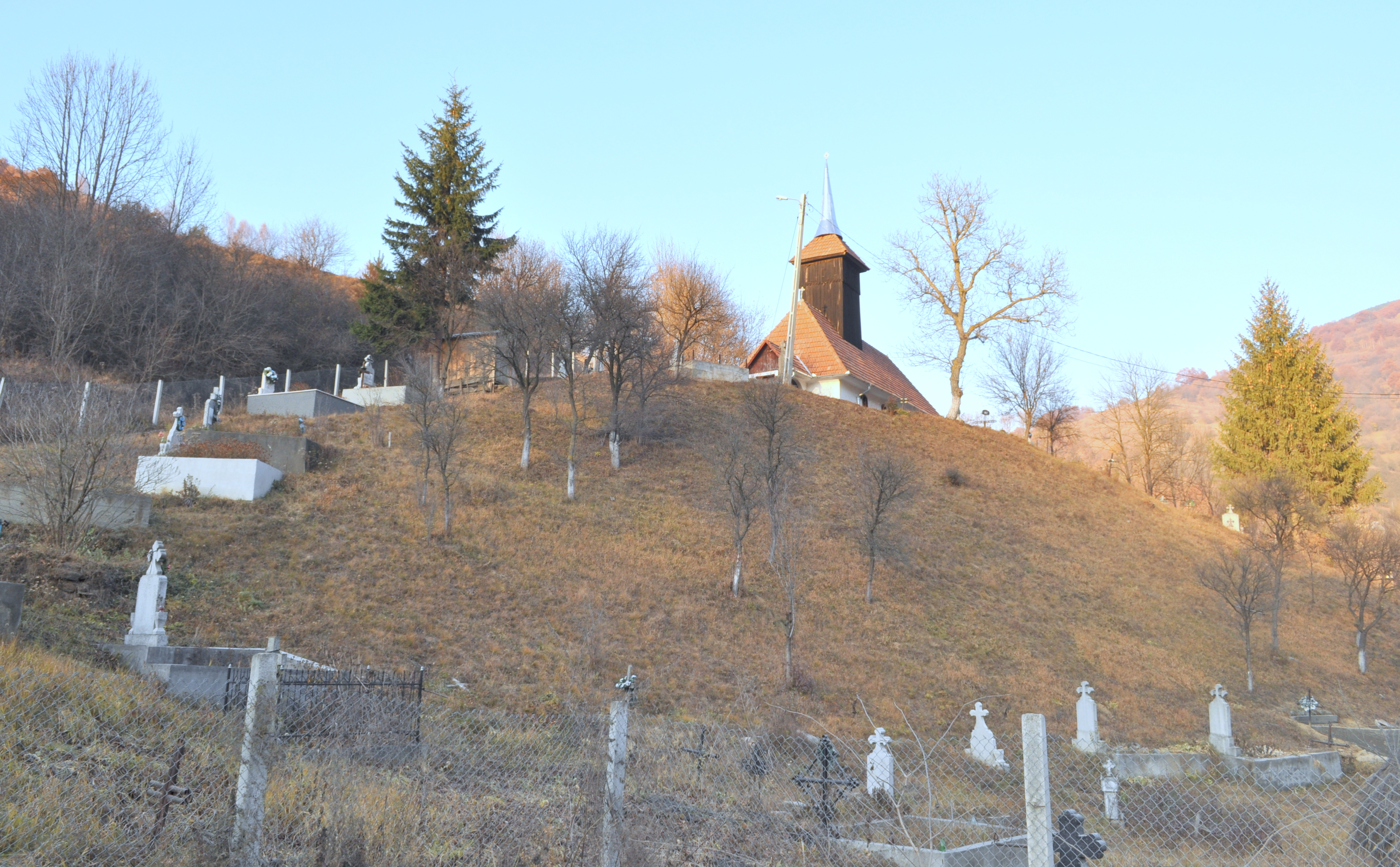
Biserica văzută din drum (foto: noiembrie 2011)

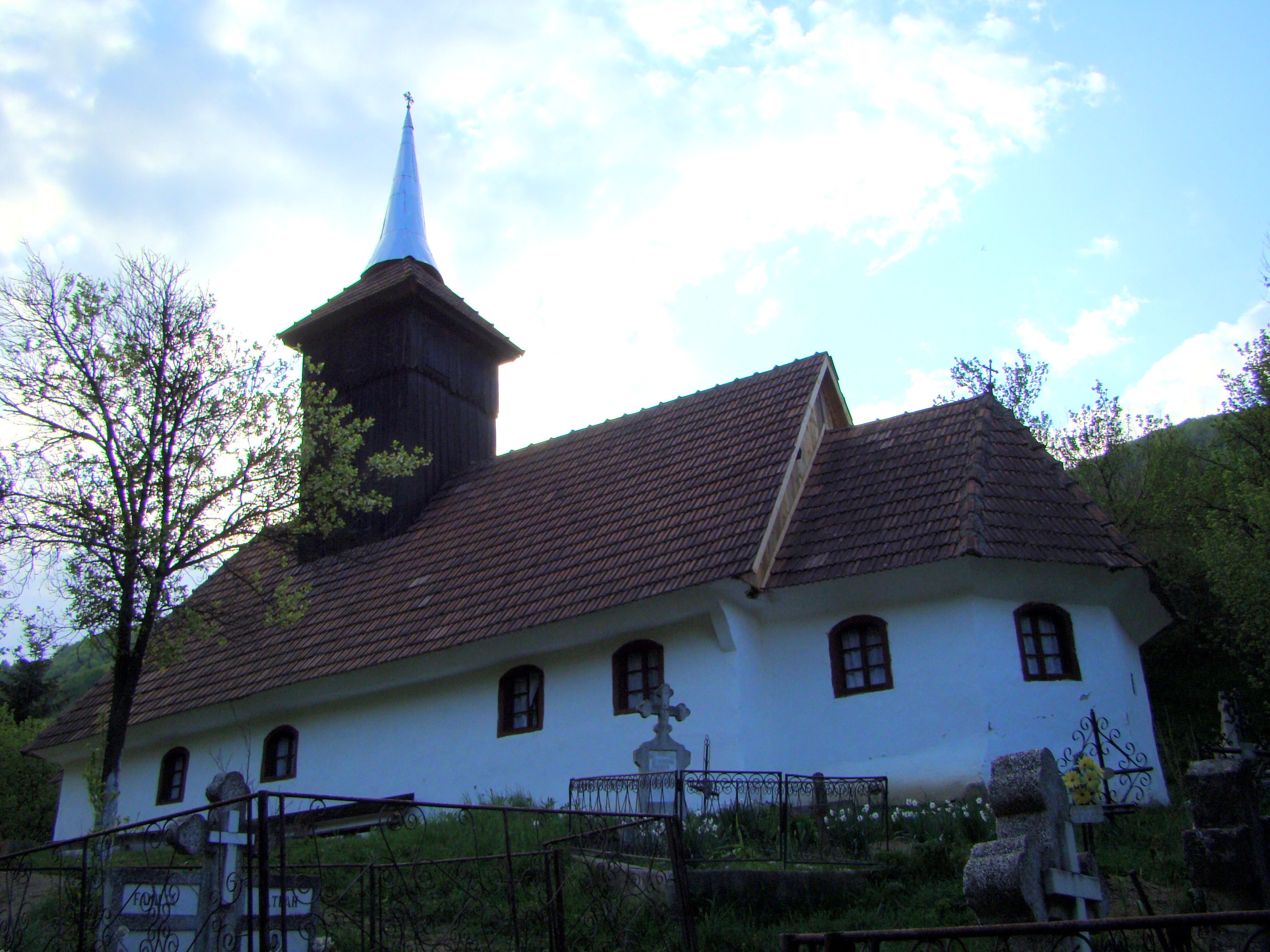
Biserica (sud-est)

Biserica de lemn din Întregalde, comuna Întregalde, județul Alba, a fost construită ca biserică română unită cu hramul „Sfântul Ilie” în anul 1768. Parohia a fost înființată în anul 1784. Pictura interioară datează din anul 1789. Biserica se află pe noua listă a monumentelor istorice sub codul LMI:  AB-II-m-B-00240.

## Localitatea
Întregalde (în maghiară Havasgáld, în germană: Koliben) este satul de reședință al comunei cu același nume din județul Alba, Transilvania, România. A fost menționat pentru prima oară în anul 1525, cu denumirea Olahgald.

## Biserica
Însemnarea de pe Antologhionul de Râmnic, 1752, din patrimoniul său, îi consemnează datarea, 1774 iulie 5. În secolul al XIX-lea edificiul a fost reparat, cu unele importante intervenții asupra structurii originare, mai ales a părții de vest, care a fost alungită.
Planul construcției e dreptunghiular, cu absida decroșată, poligonală cu cinci laturi. Pronaosul este acoperit cu tavan drept, însă în zona grinzilor s-au intercalat în faza reparațiilor, mici bolți semicilindrice, încadrând o calotă eliptică situată sub turn. Deasupra naosului este o boltă semicilindrică  retrasă pe o bârnă, ce se reazemă pe console cioplite, ca cele de la exterior. Grinzile masive ale bolții naosului se îmbină în coadă de rândunică cu cele ale timpanului. Absida are o boltă semicilindrică, intersectată în planul poligonal prin intermediul unor suprafețe plane, în console. Numai pereții și bolta altarului au rămas aparenți.
Temele iconografice ale absidei sunt: Sfânta Troiță, Arhanghelul Mihail și Arhanghelul Gavriil cu cete îngerești; Năframa Veronicăi; pe pereți: arhidiaconul Laurențiu; Viziunea patriarhului Petru al Alexandriei; procesiune de arhierei. Autorul picturii este talentatul zugrav Simon de la Alba Iulia.
Biserica are nevoie de reparații.

## Personalități
În această biserică a fost botezat Ioan Hațeganu (1847-1931), protopop de Cojocna, tatăl academicienilor Emil Hațieganu și Iuliu Hațieganu.

## Imagini din interior

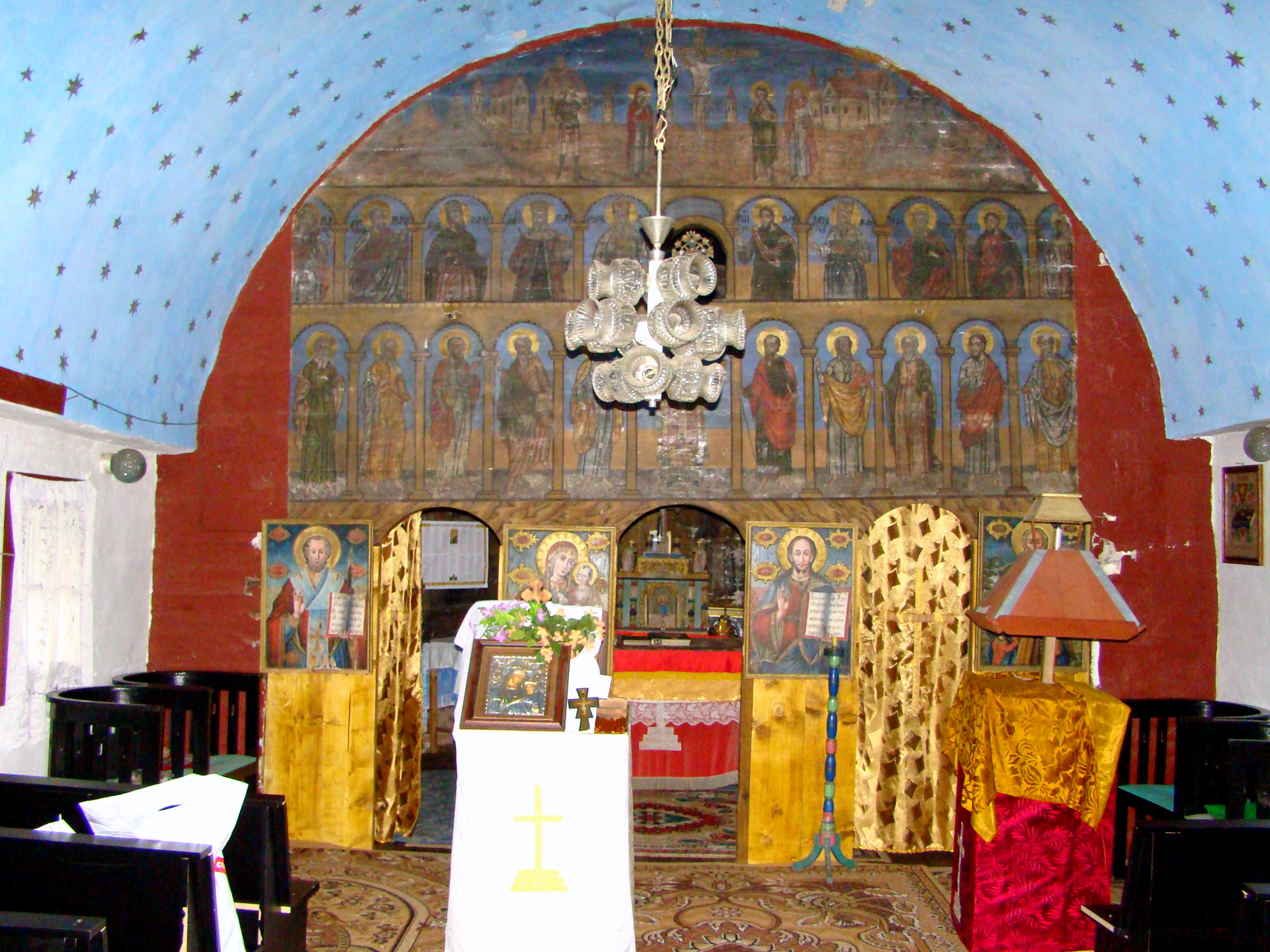
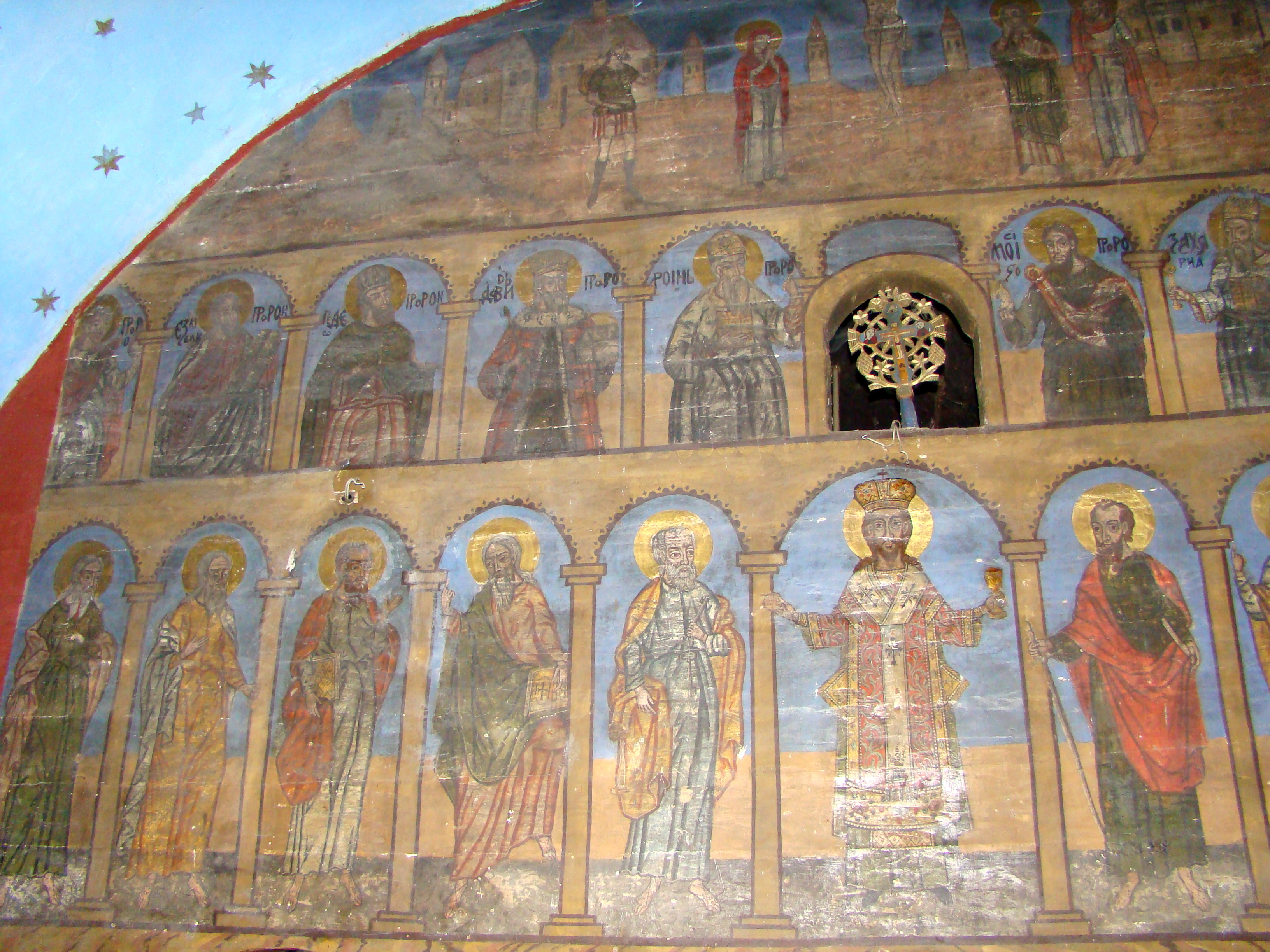
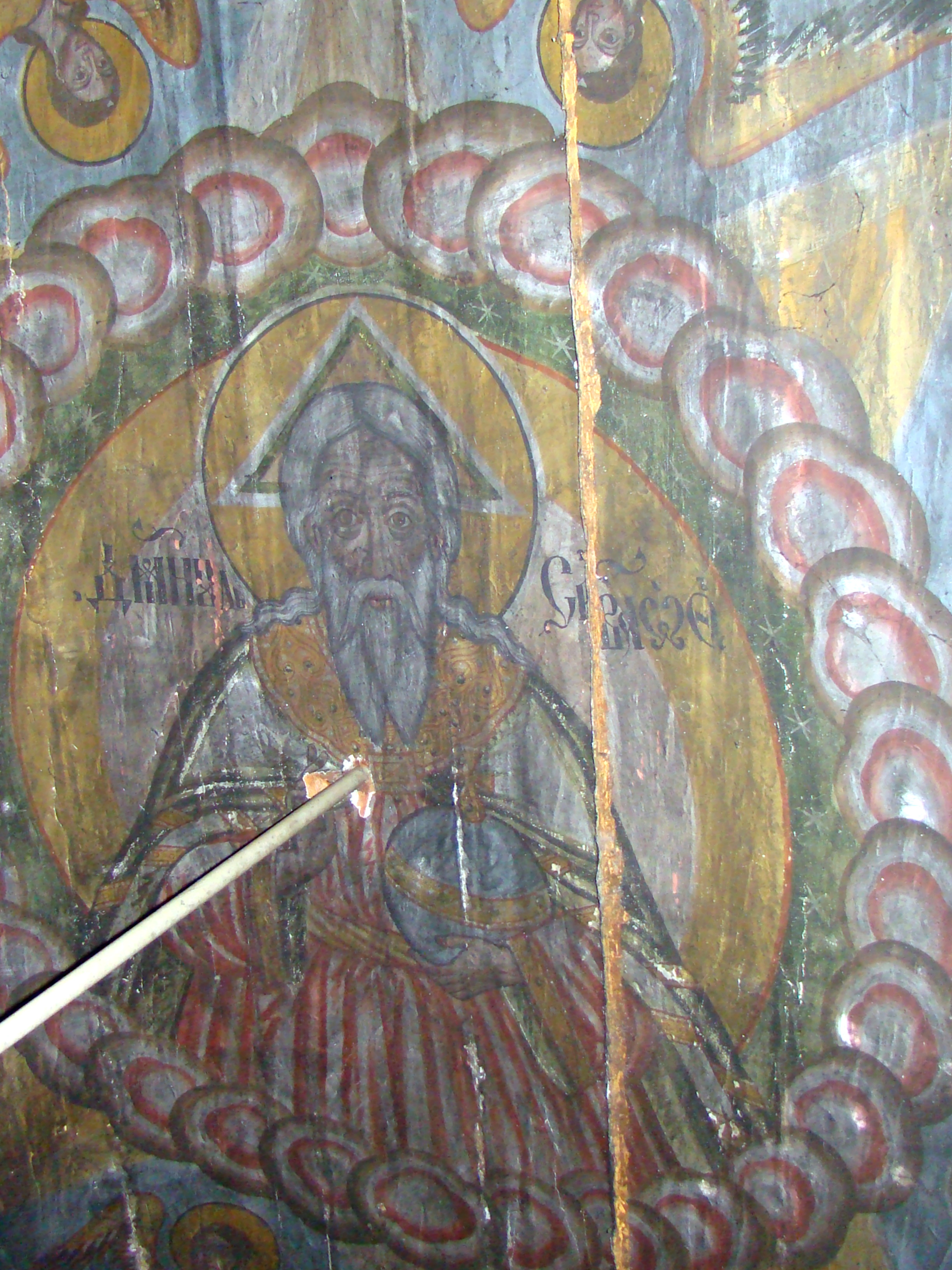
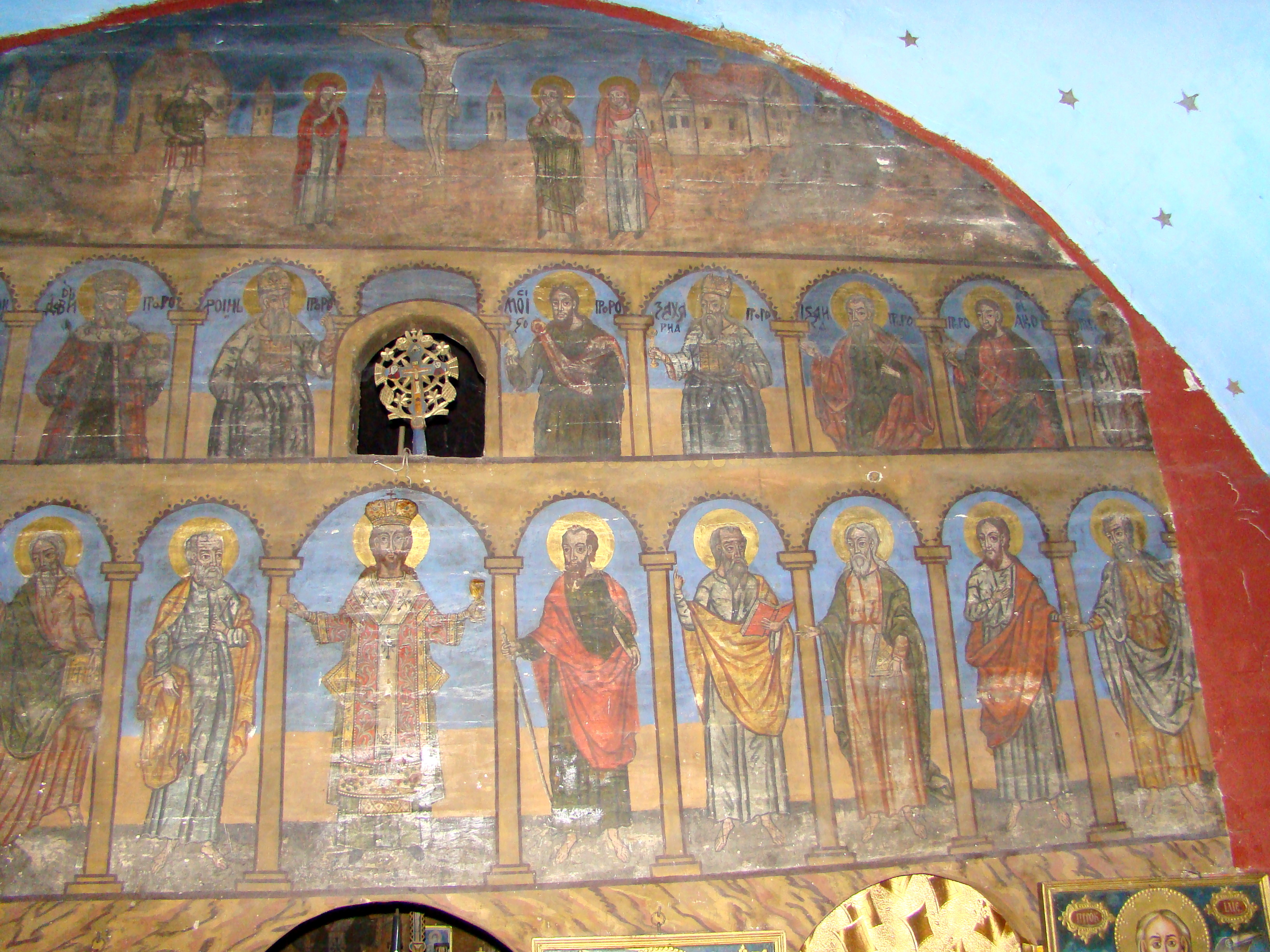
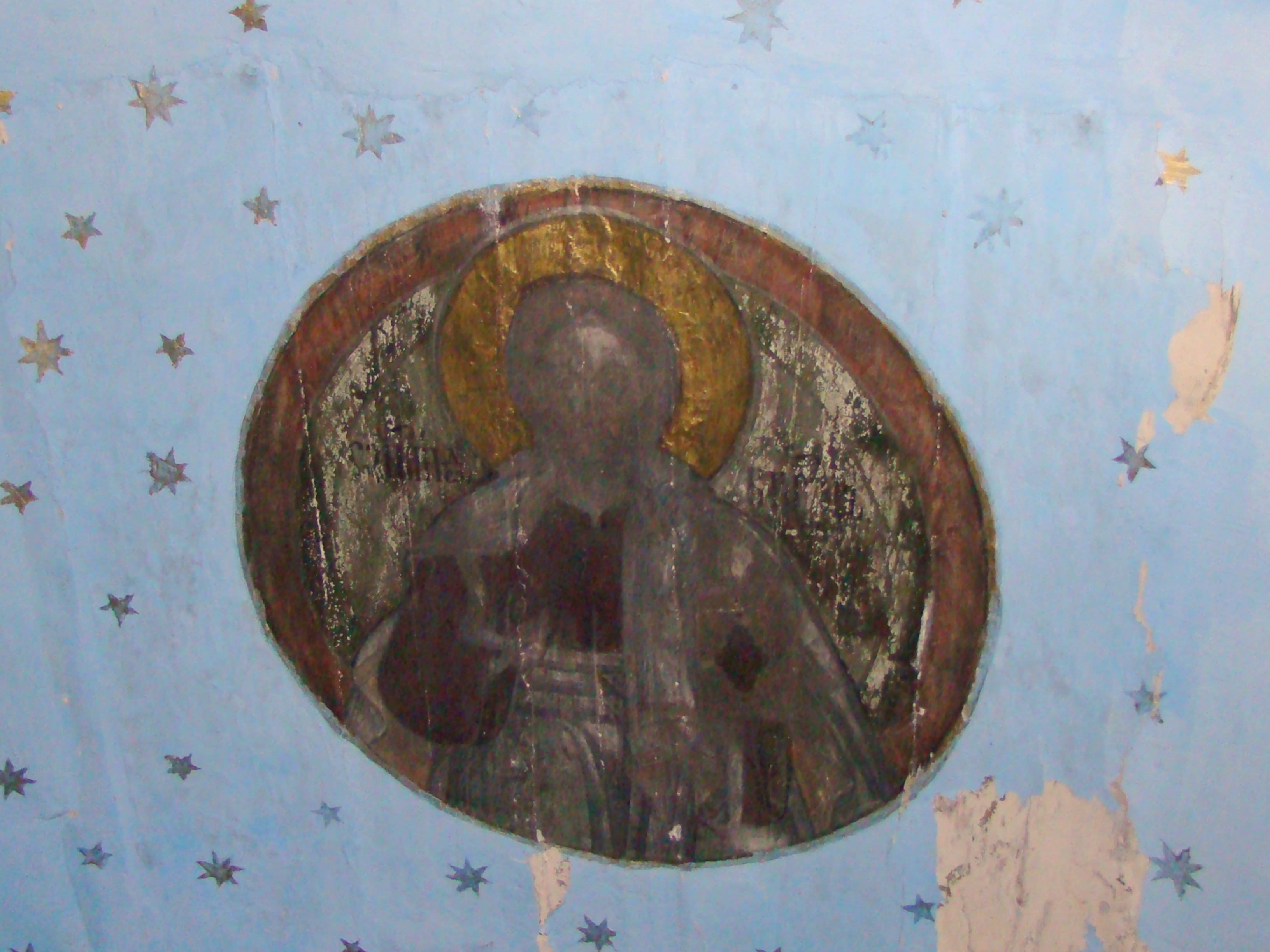
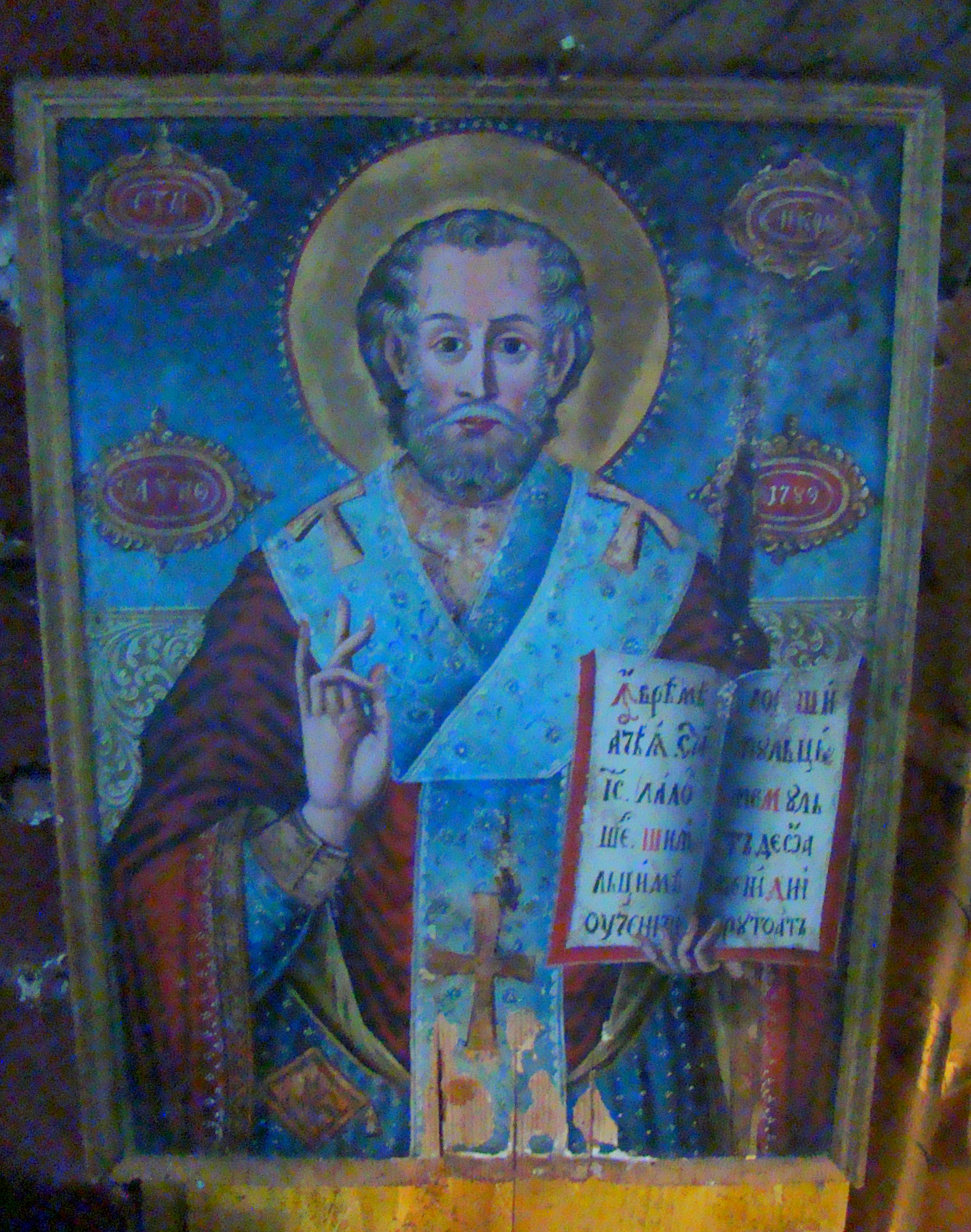
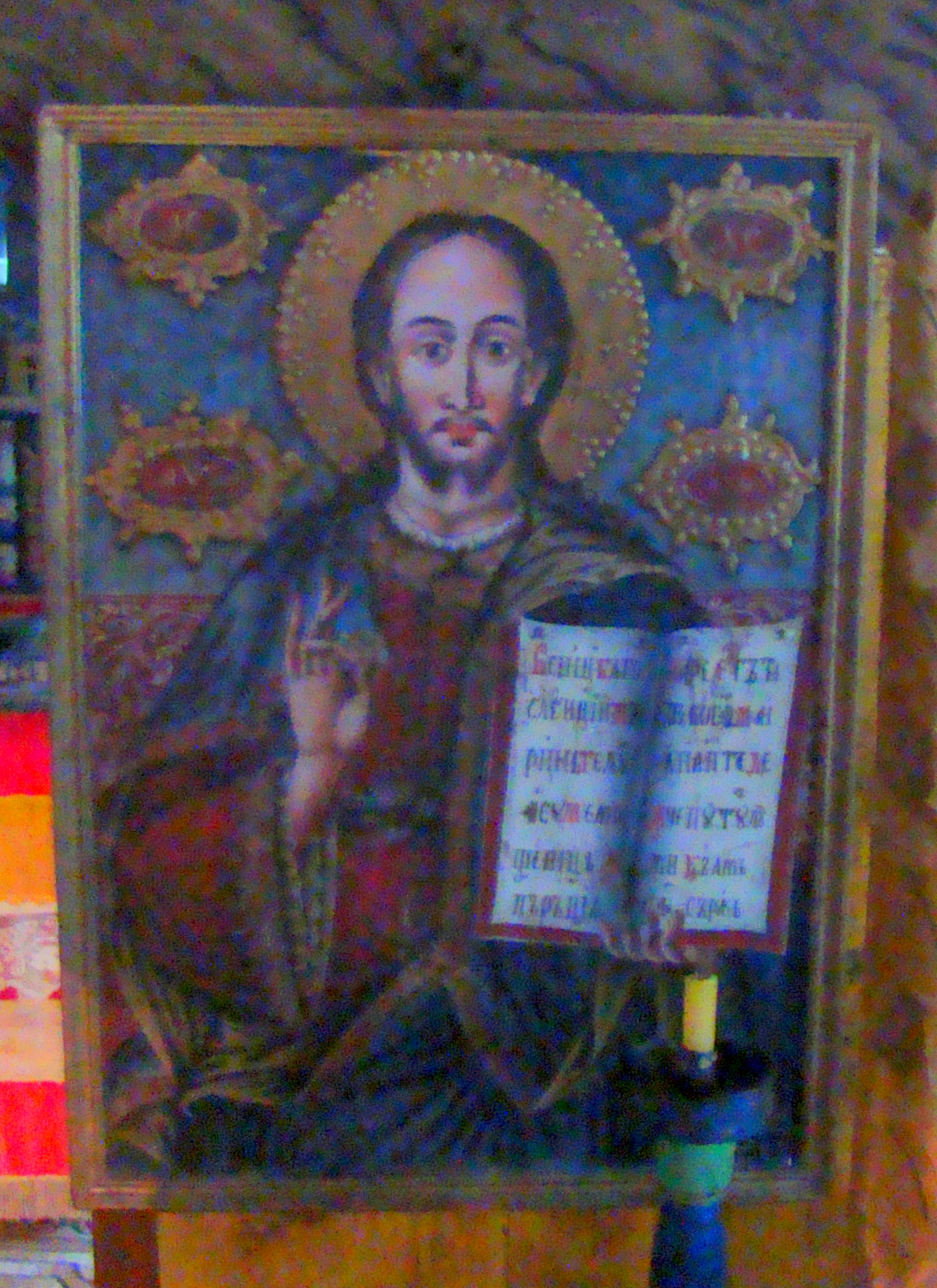
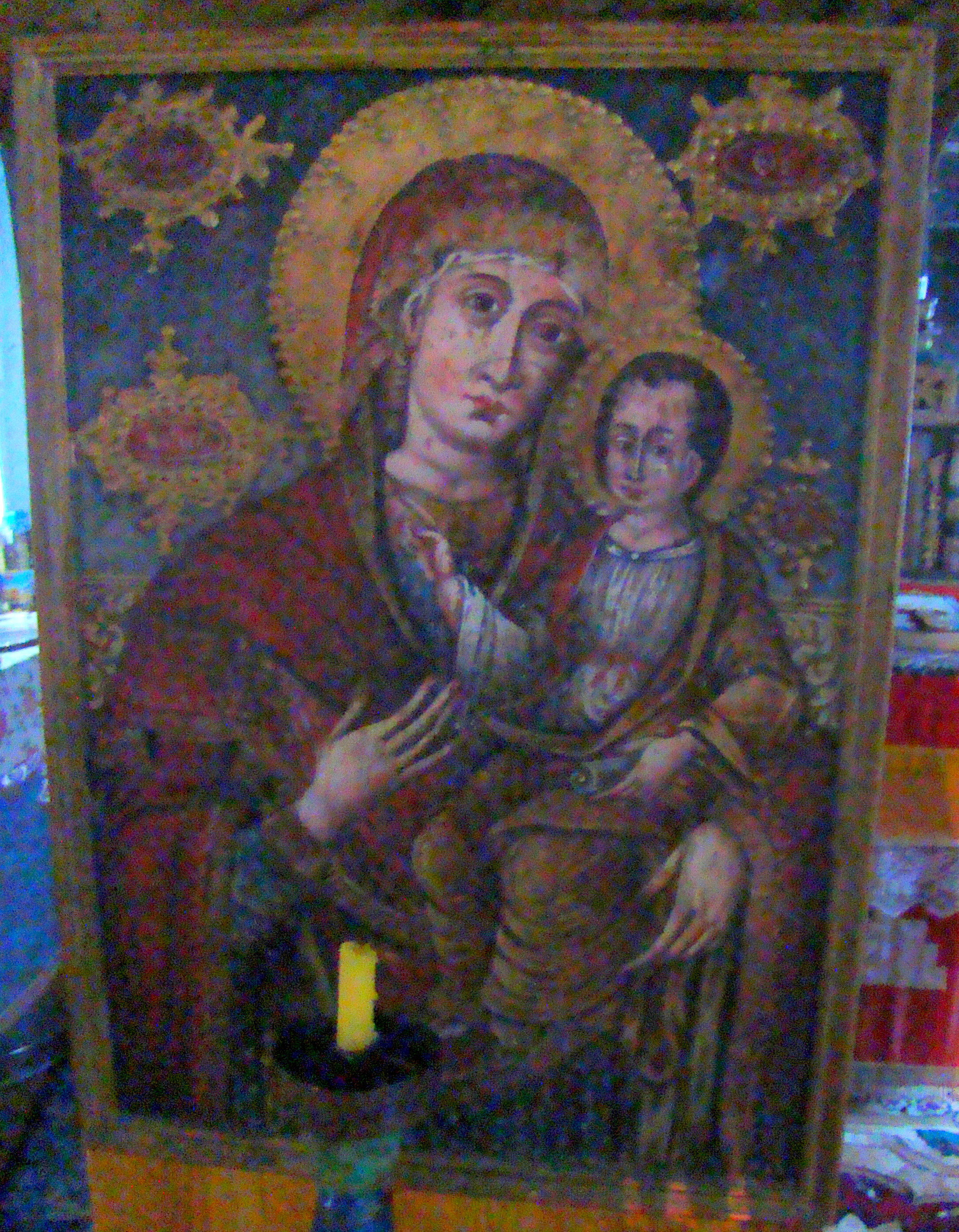
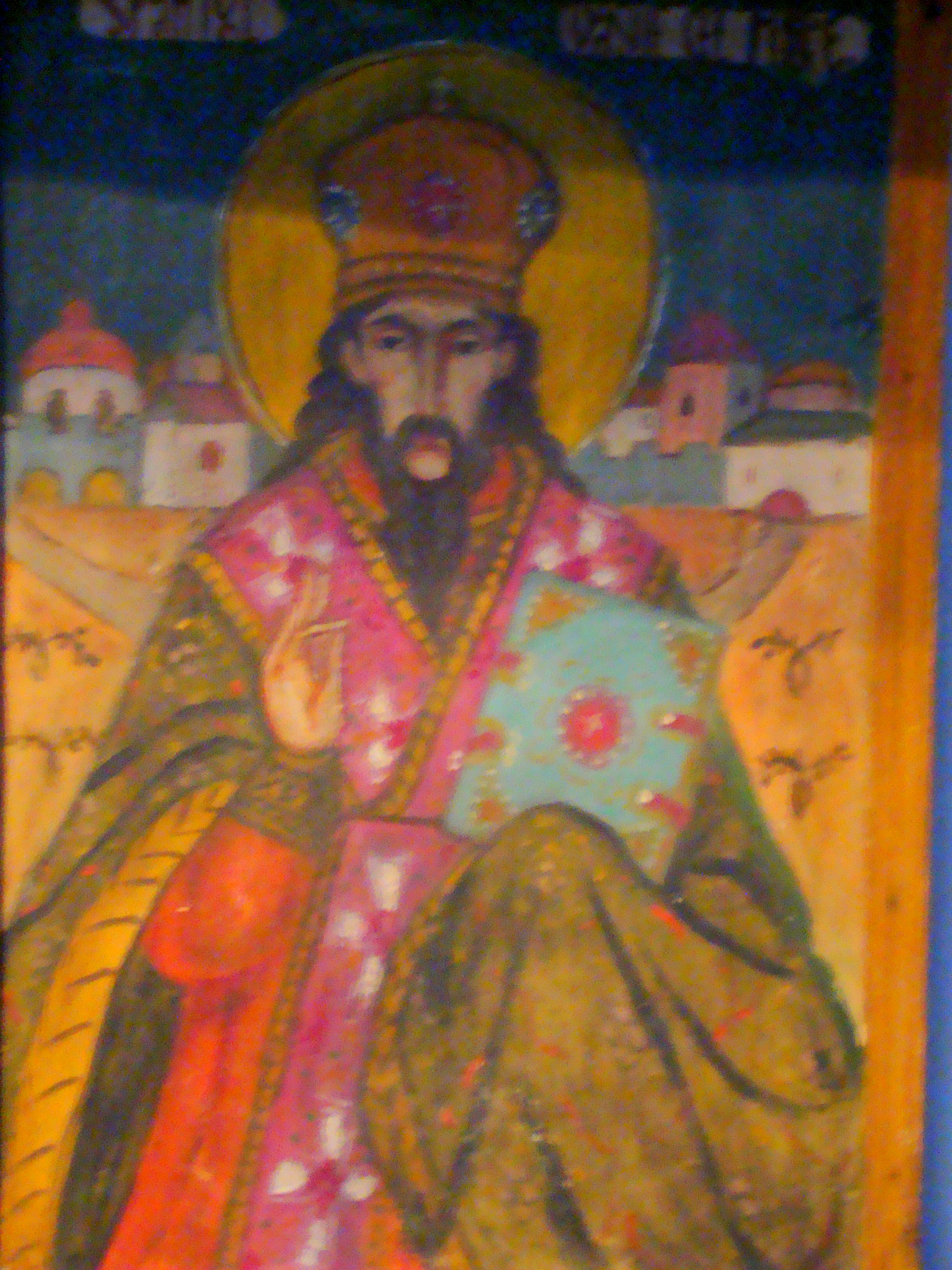
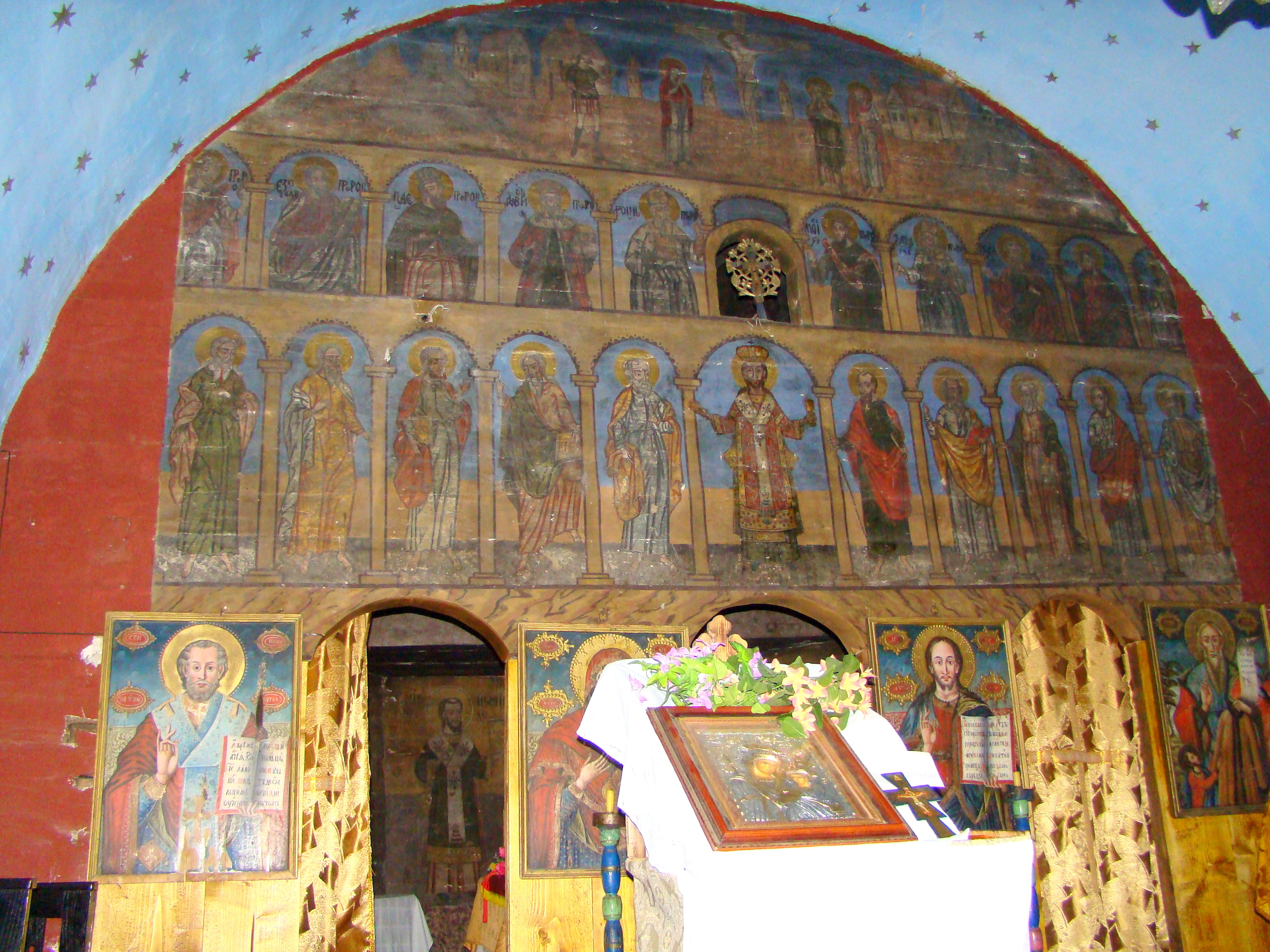
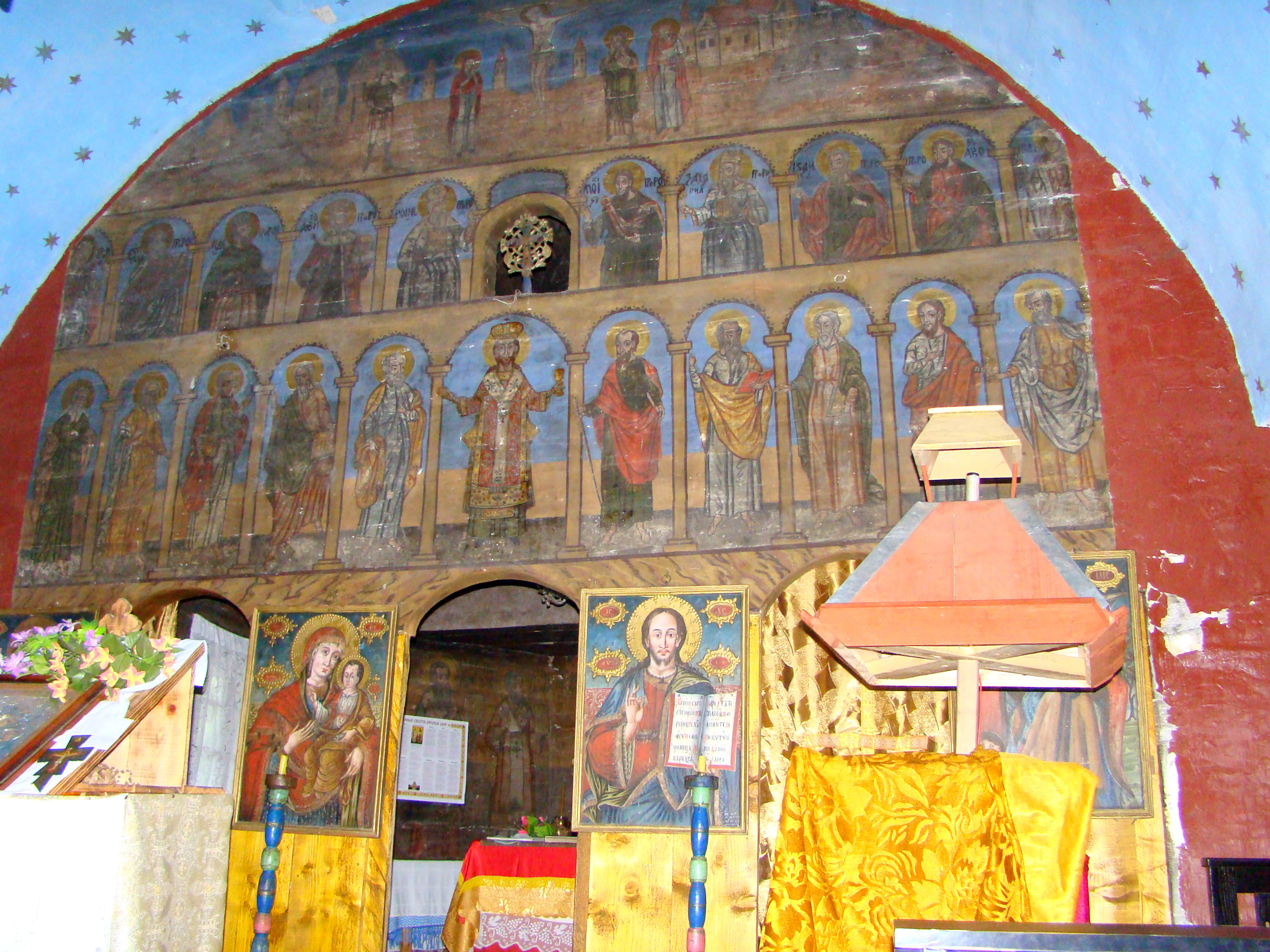
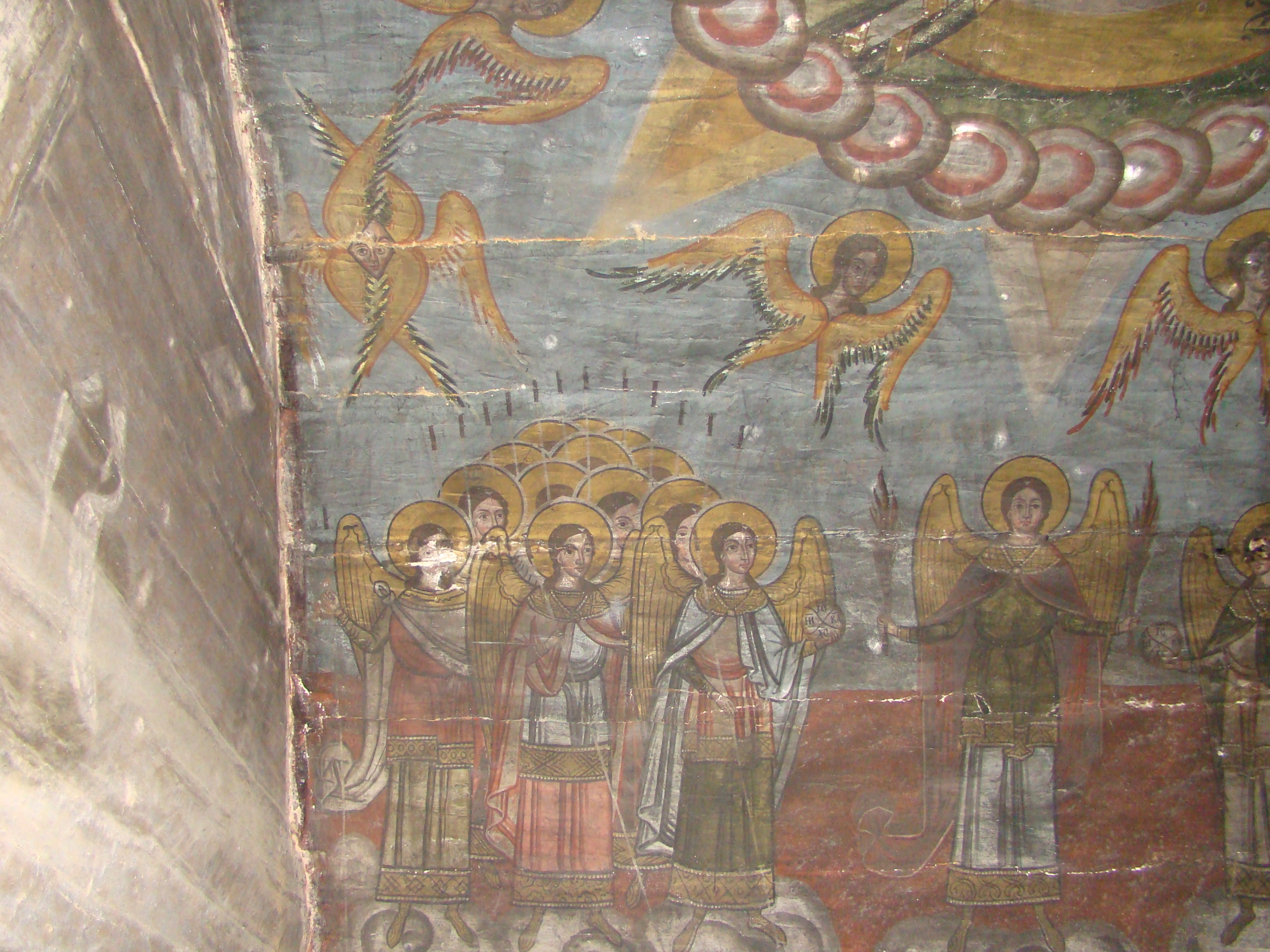
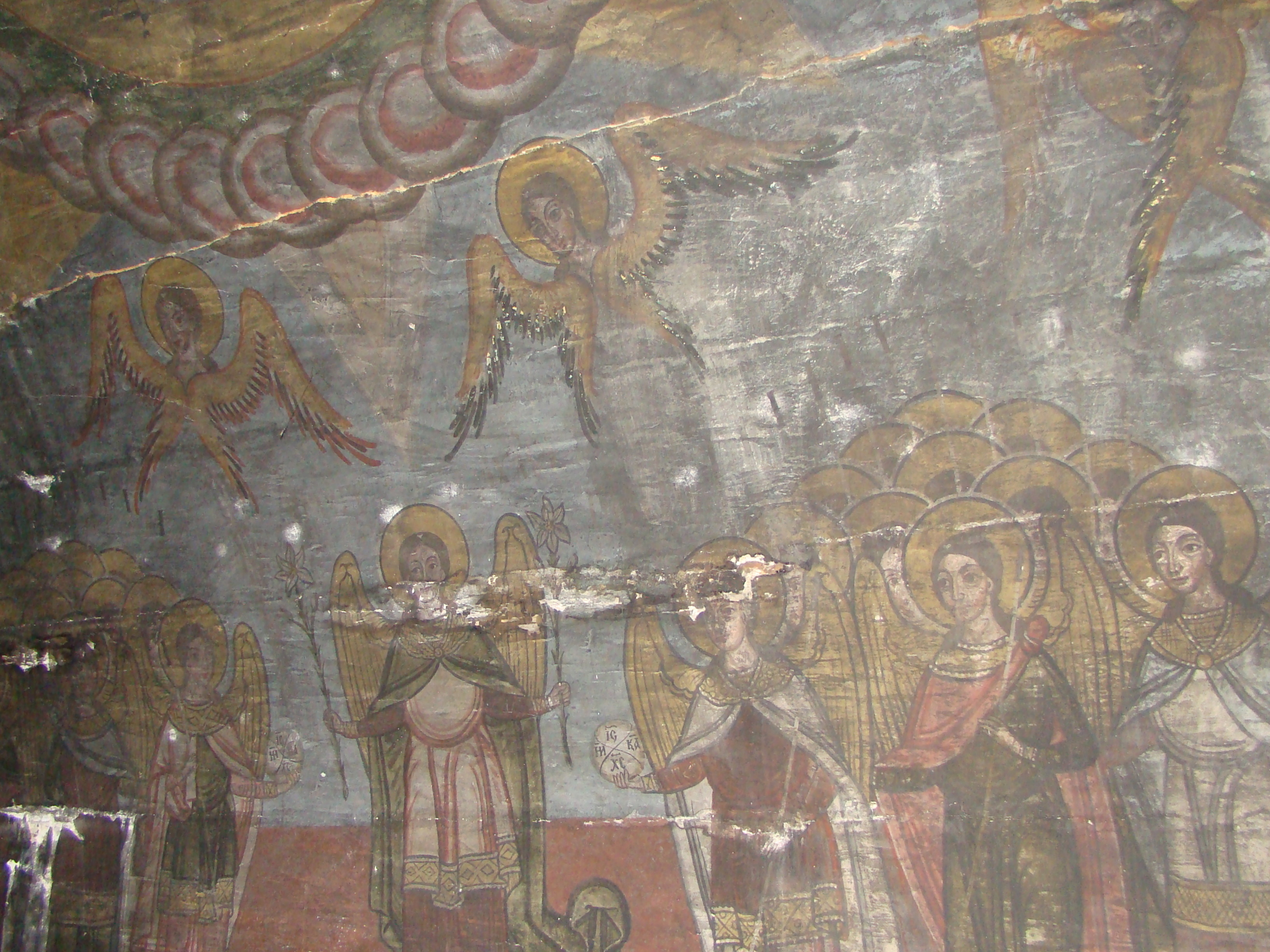
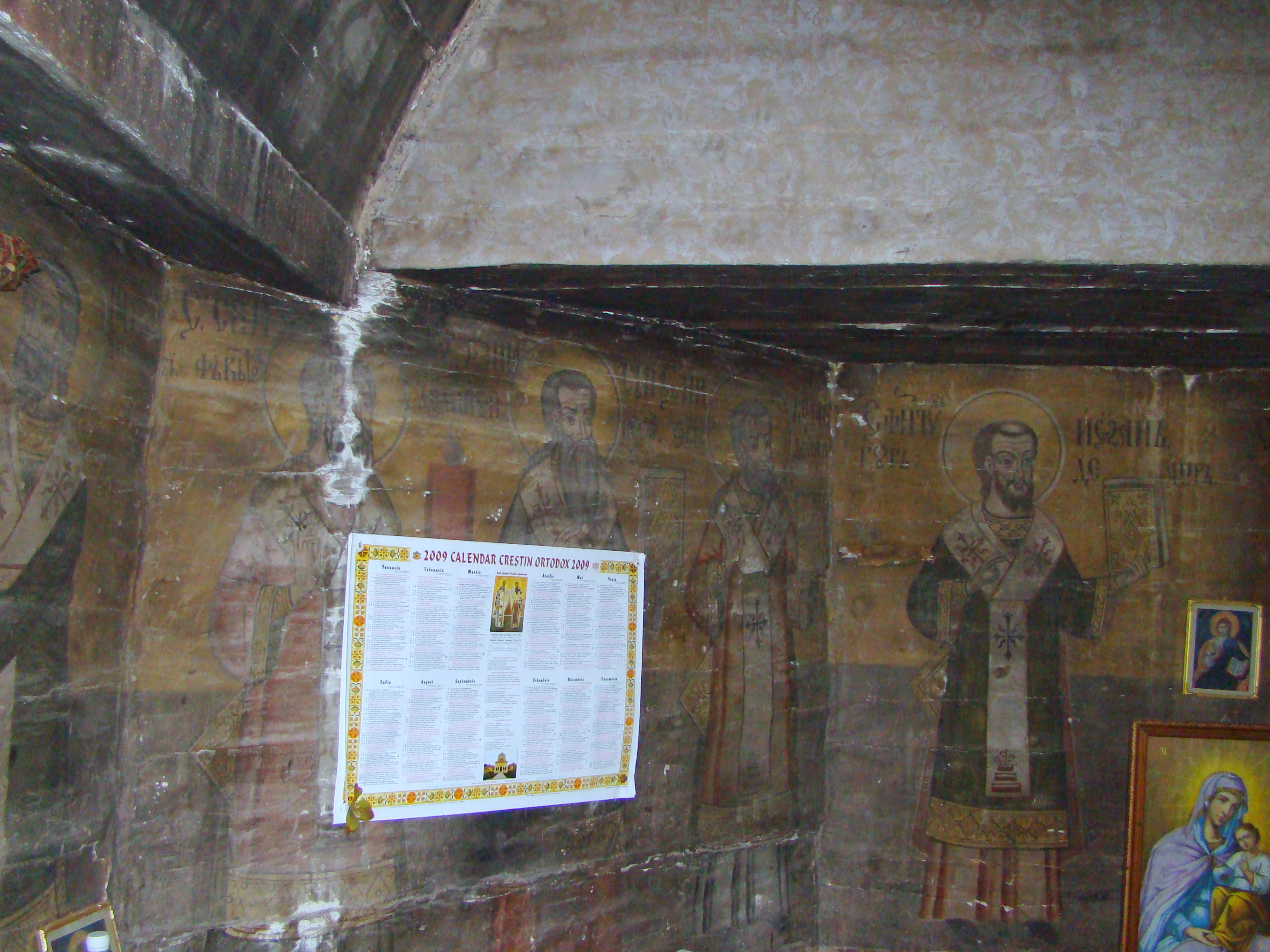
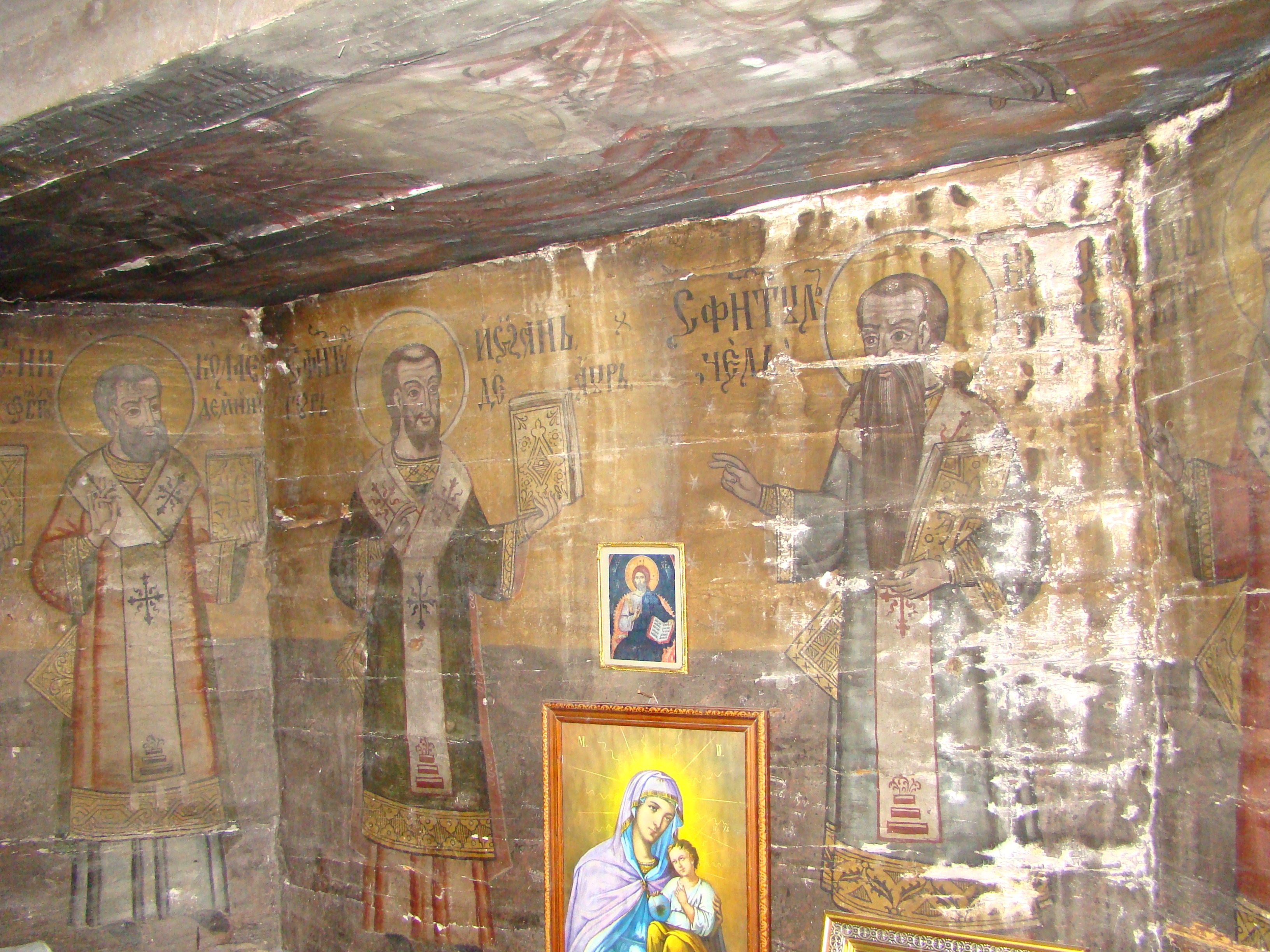
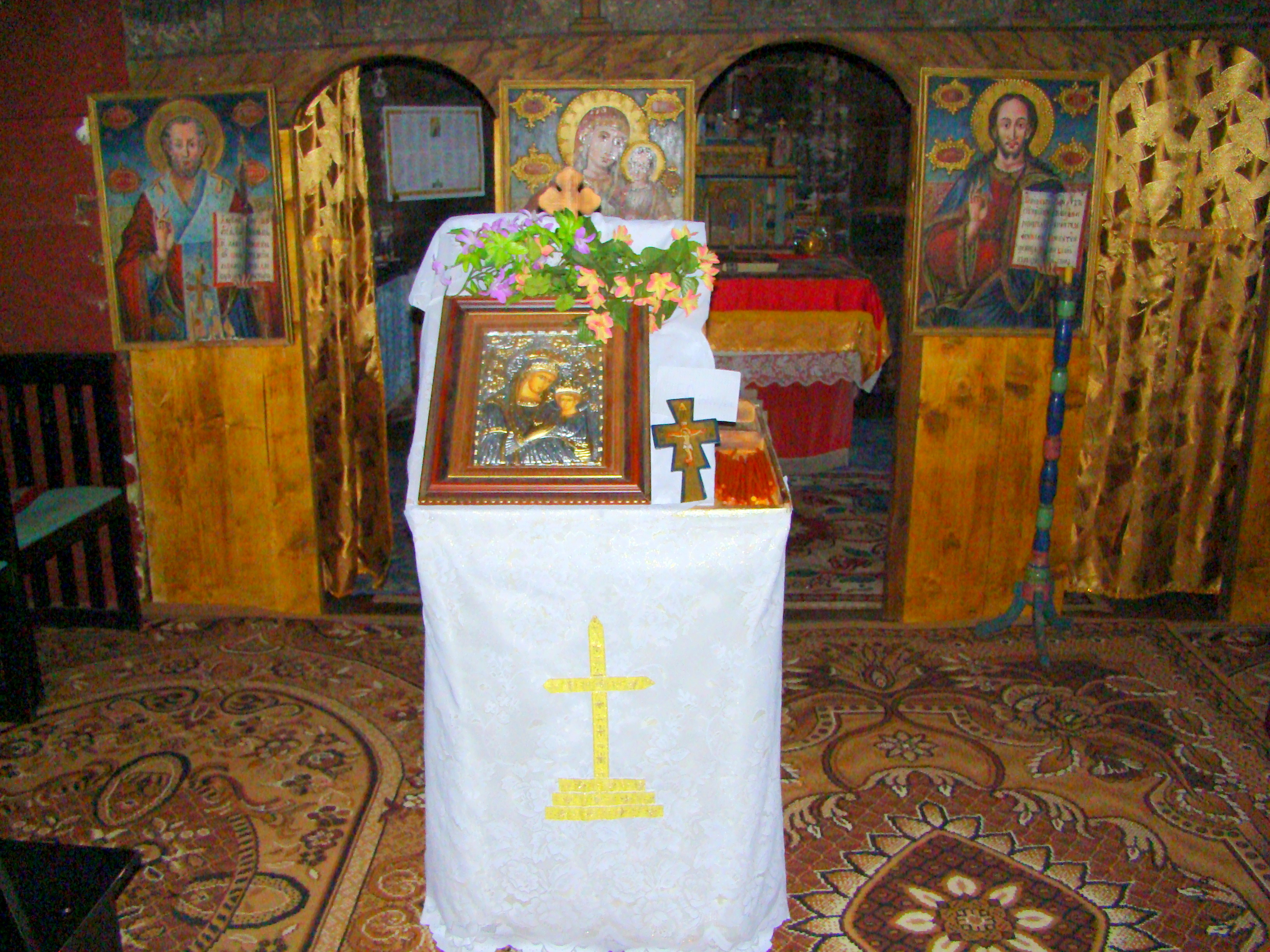
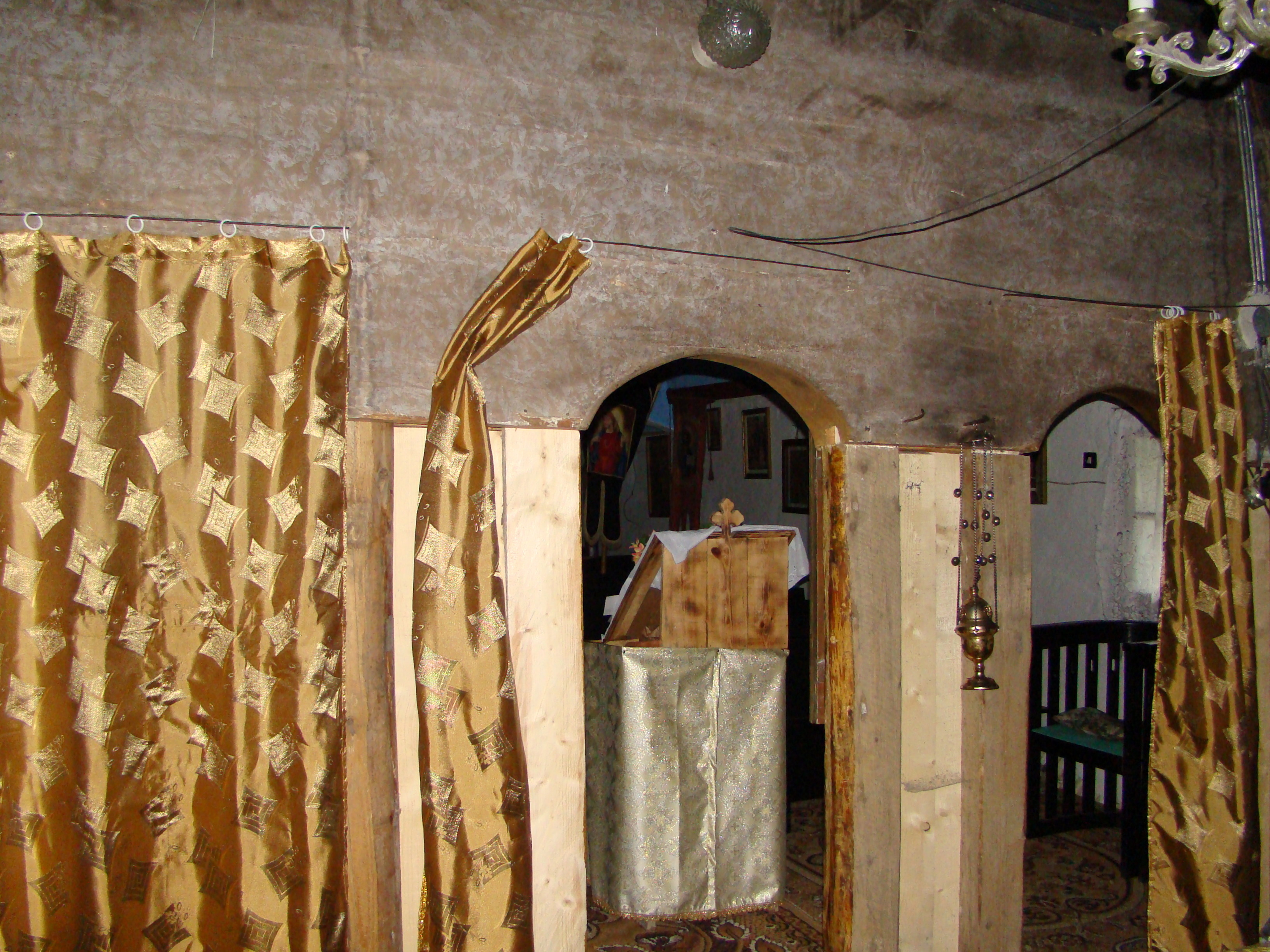
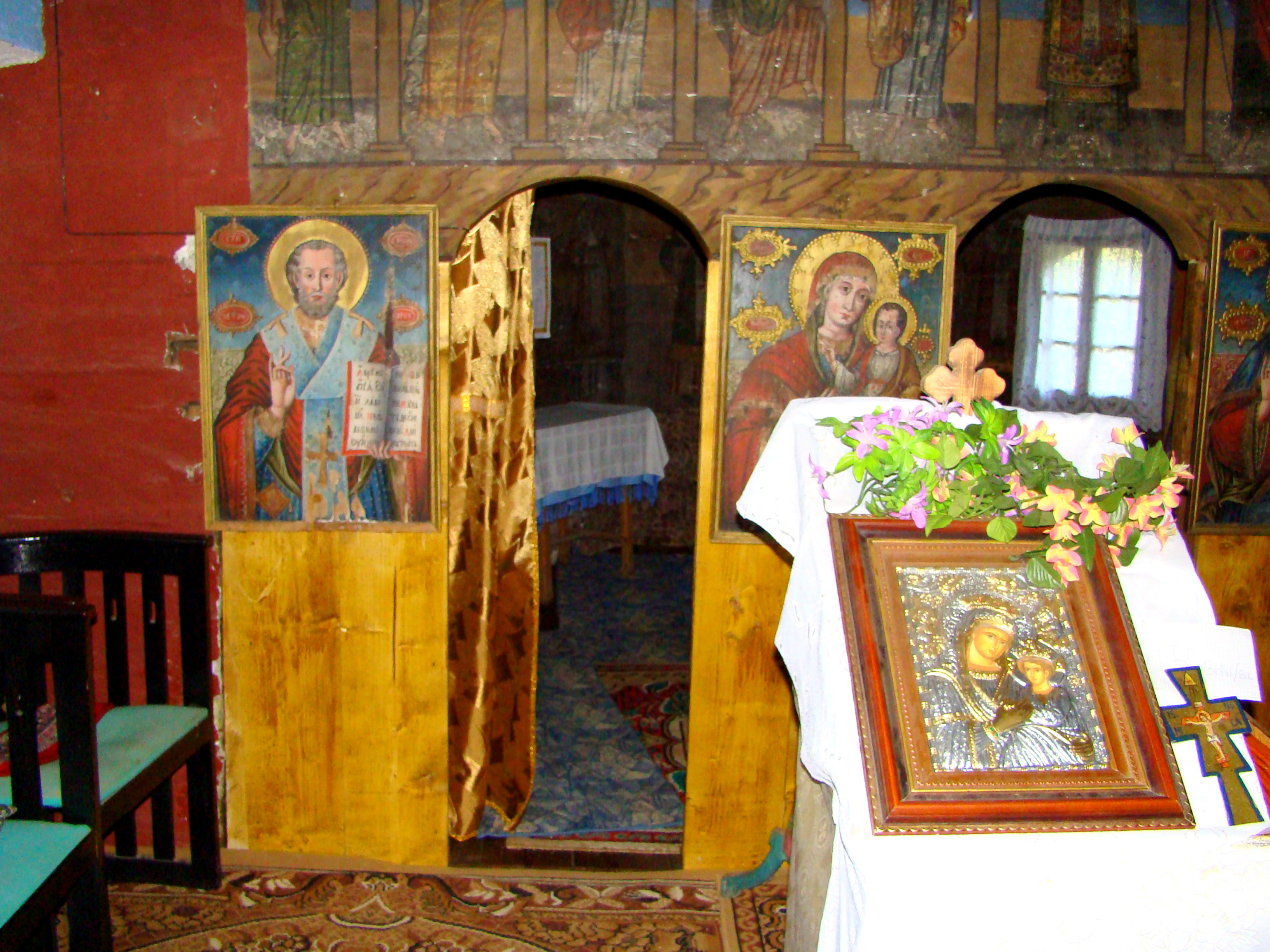
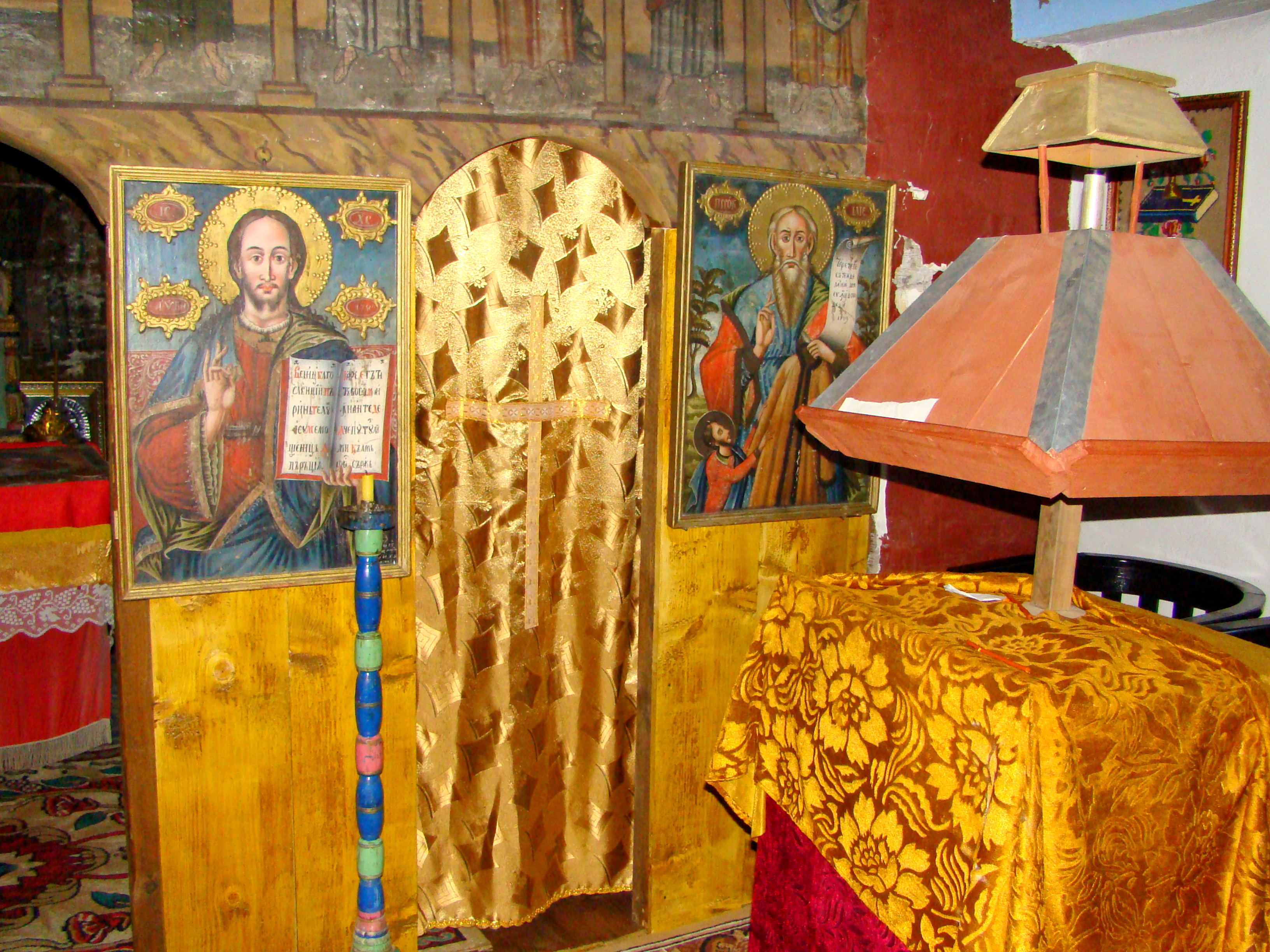

## Imagini din exterior

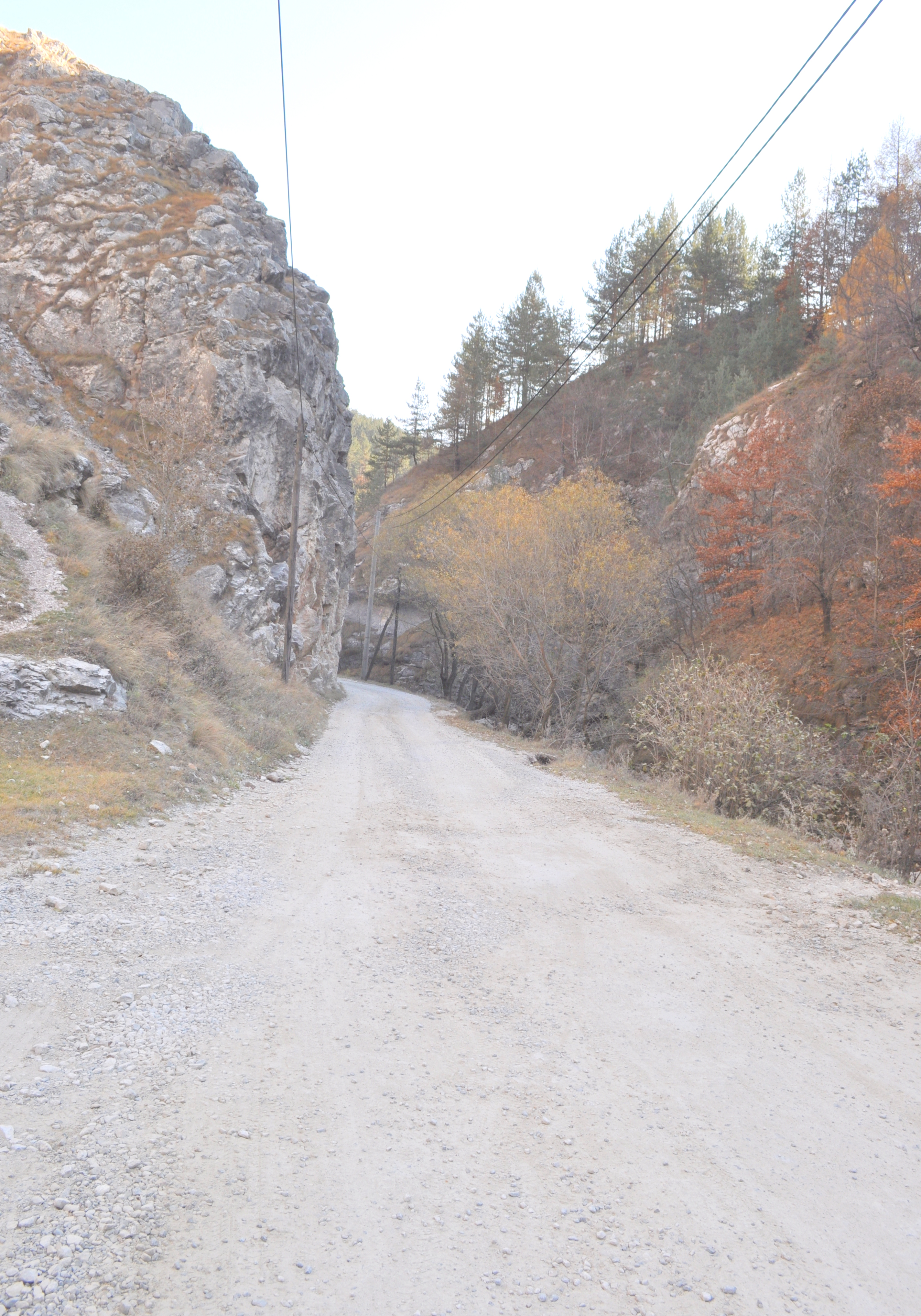
Cheile Întregalde
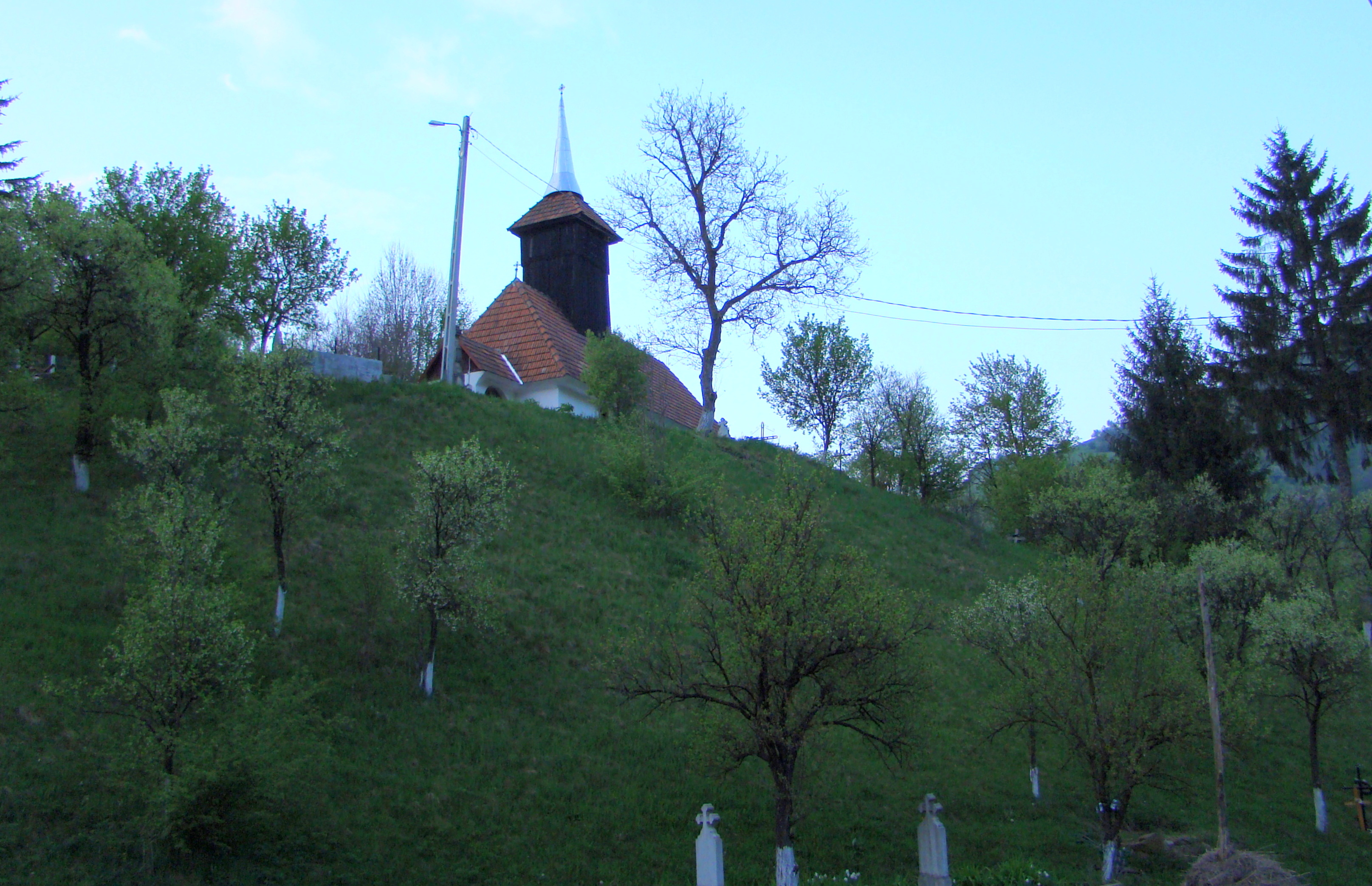
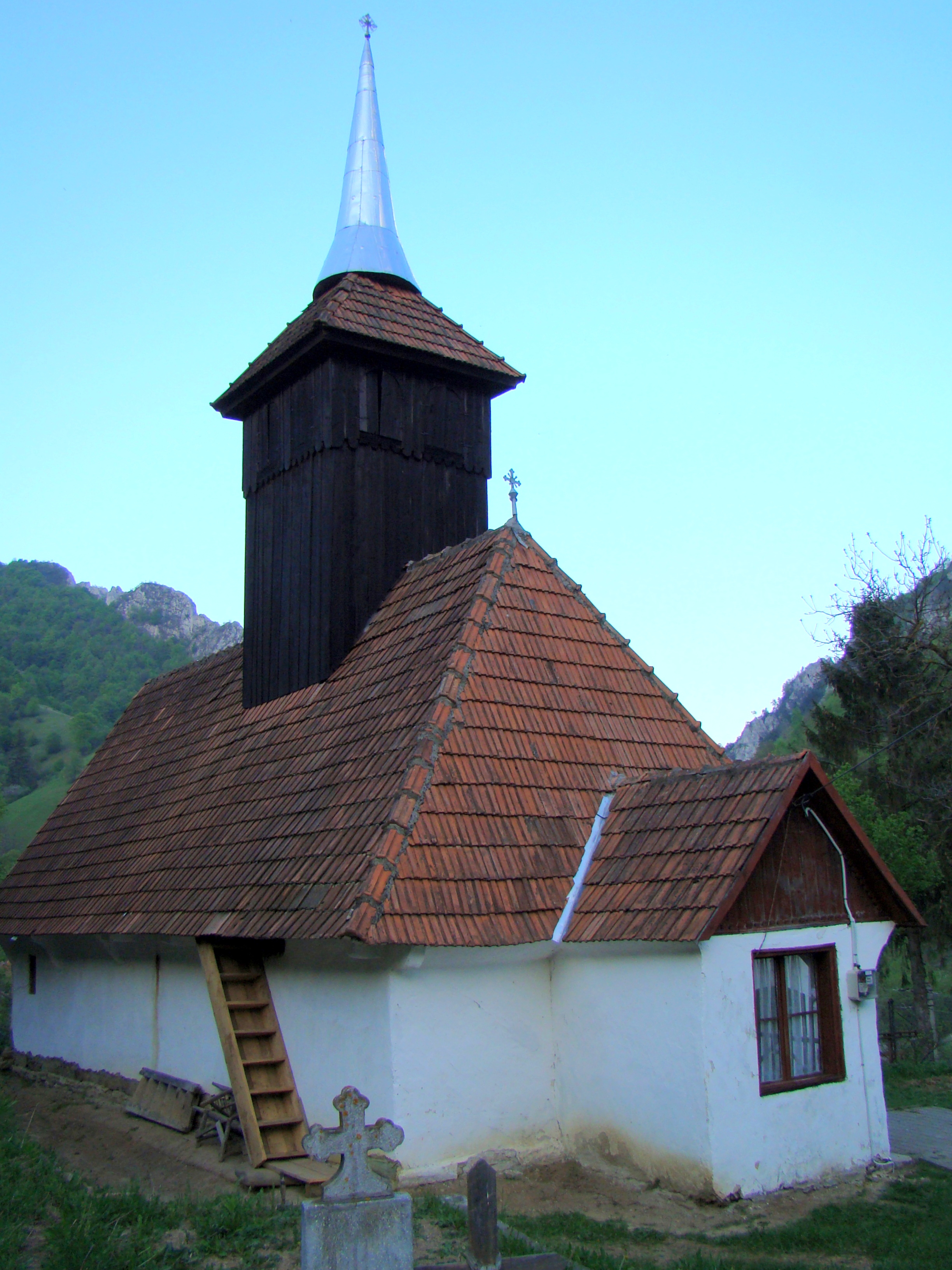
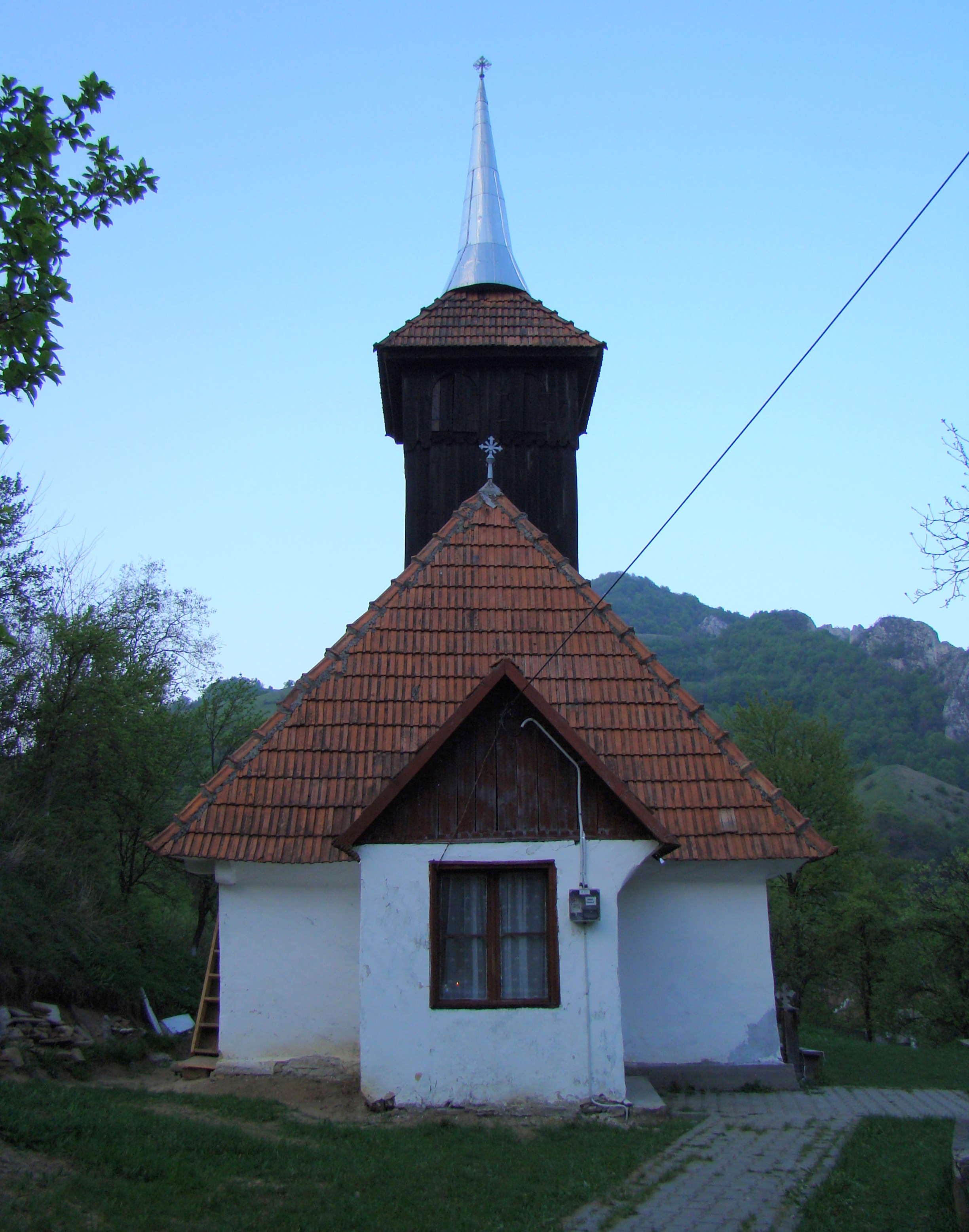
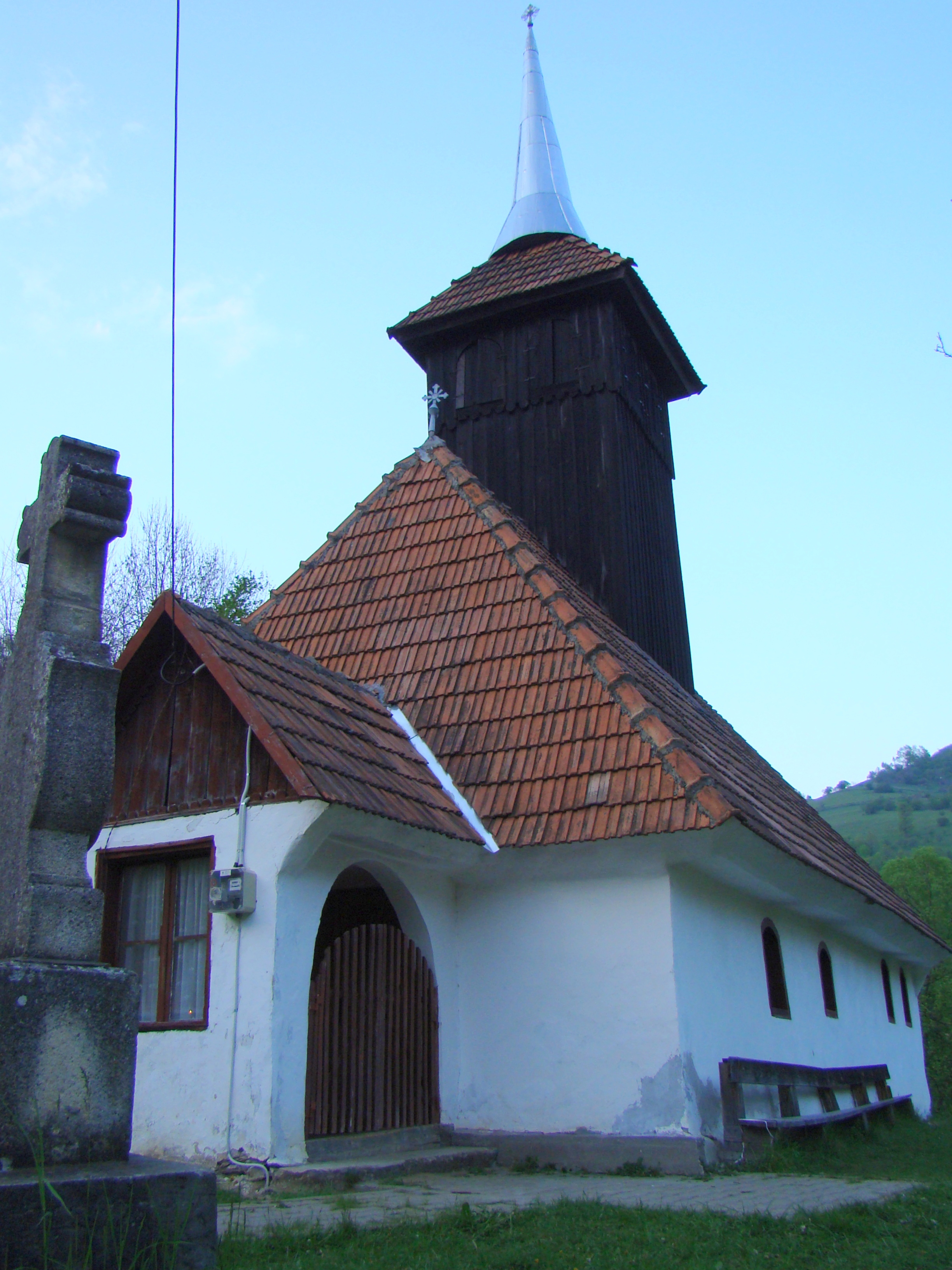
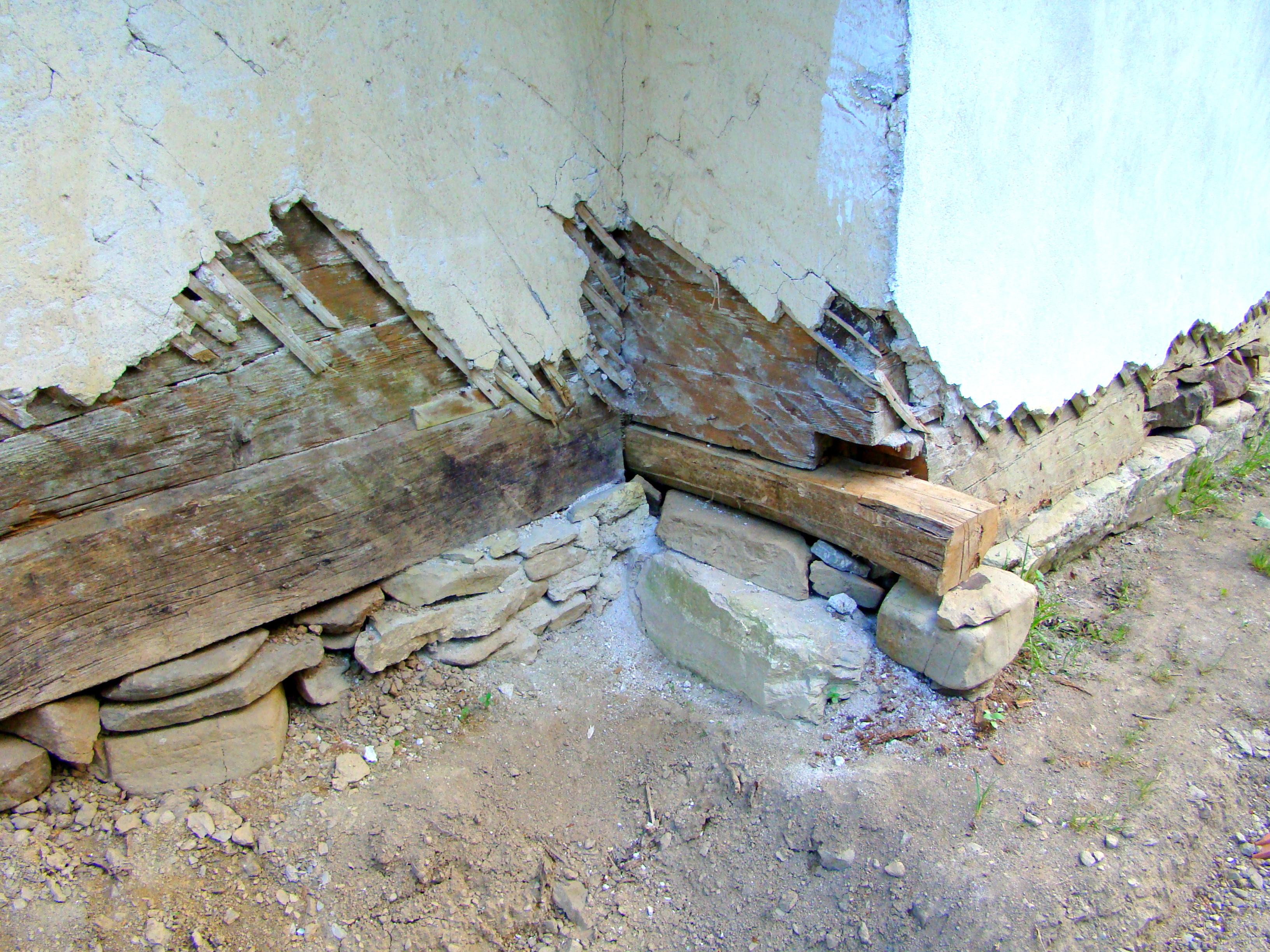
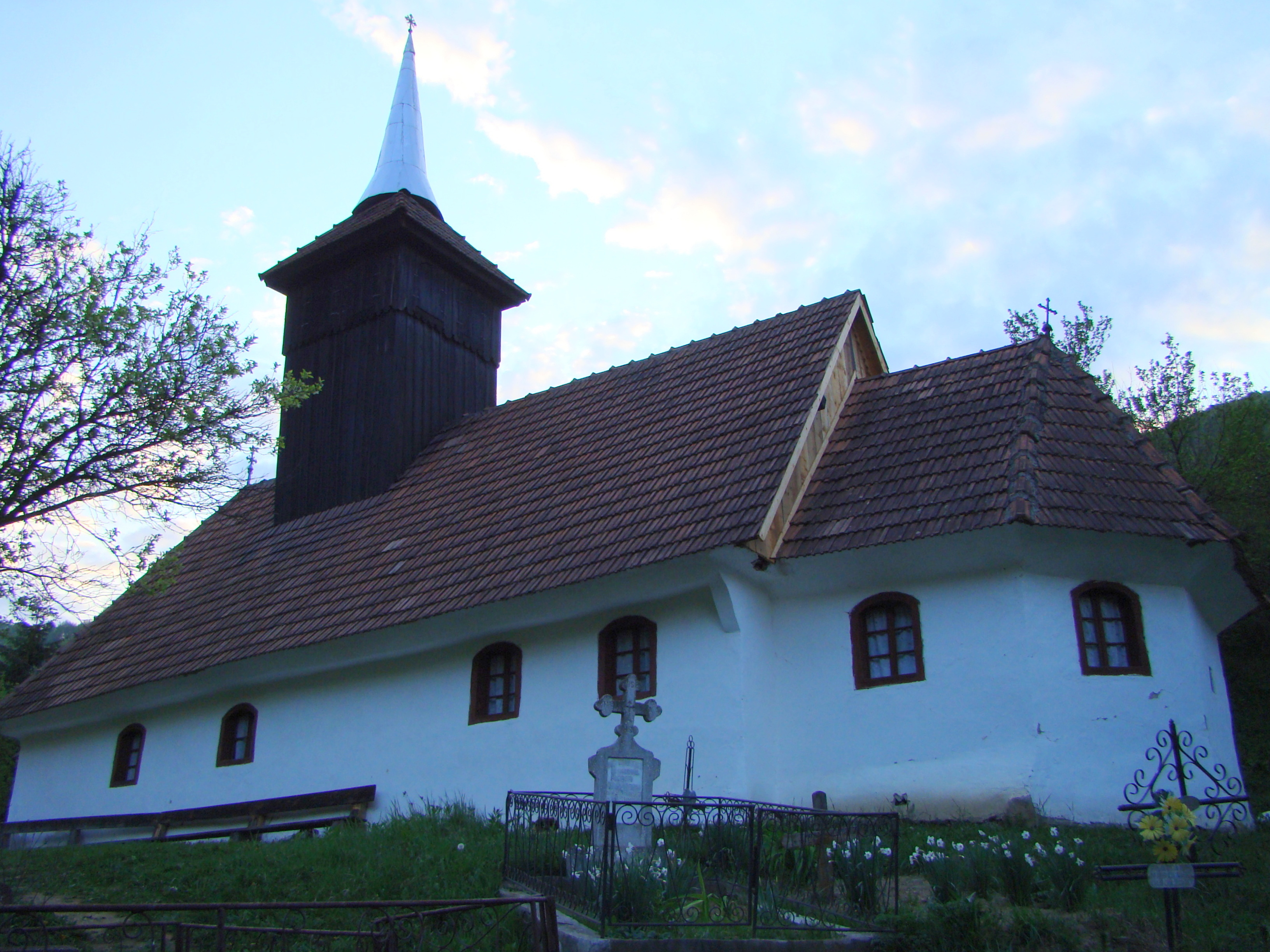
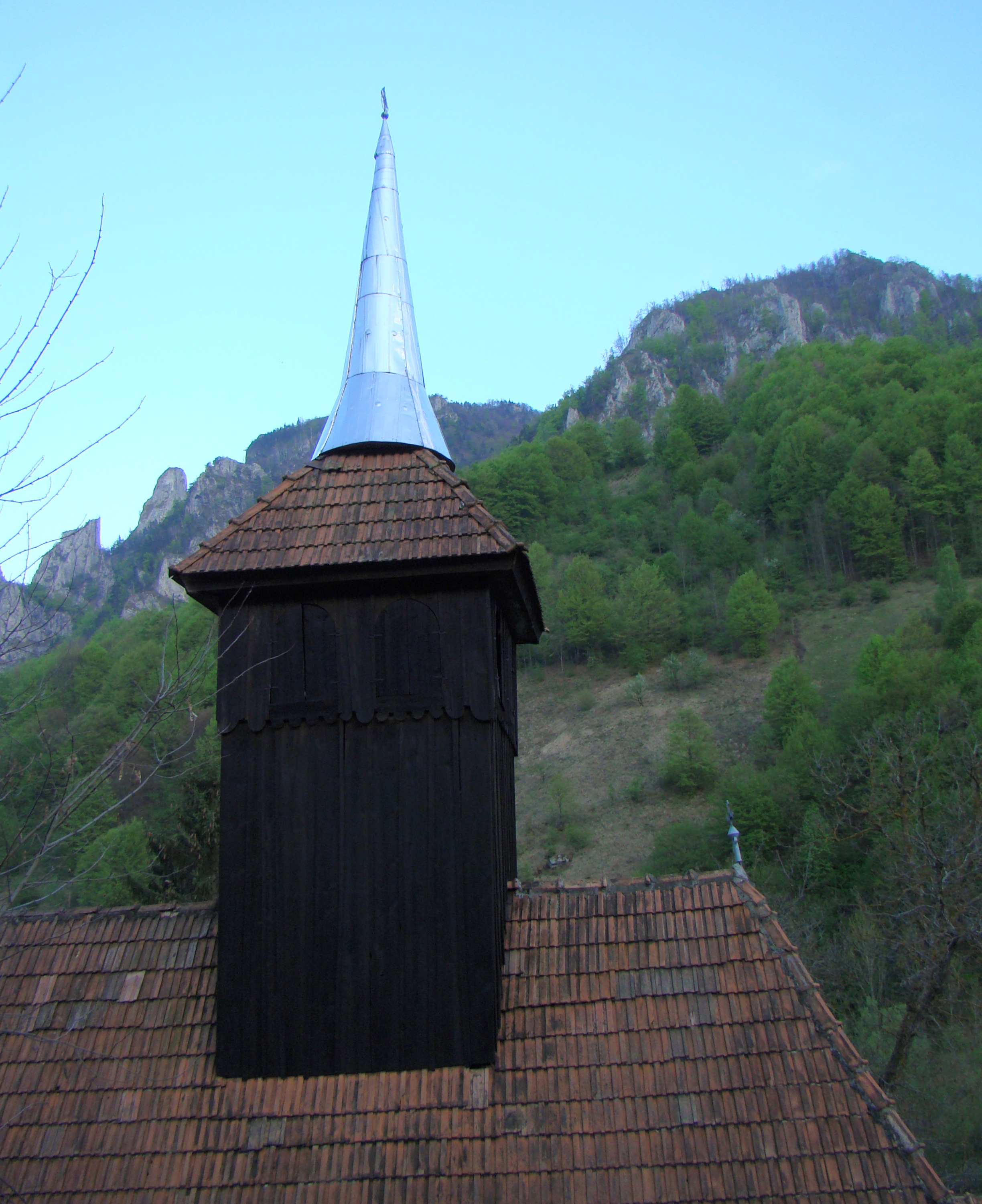
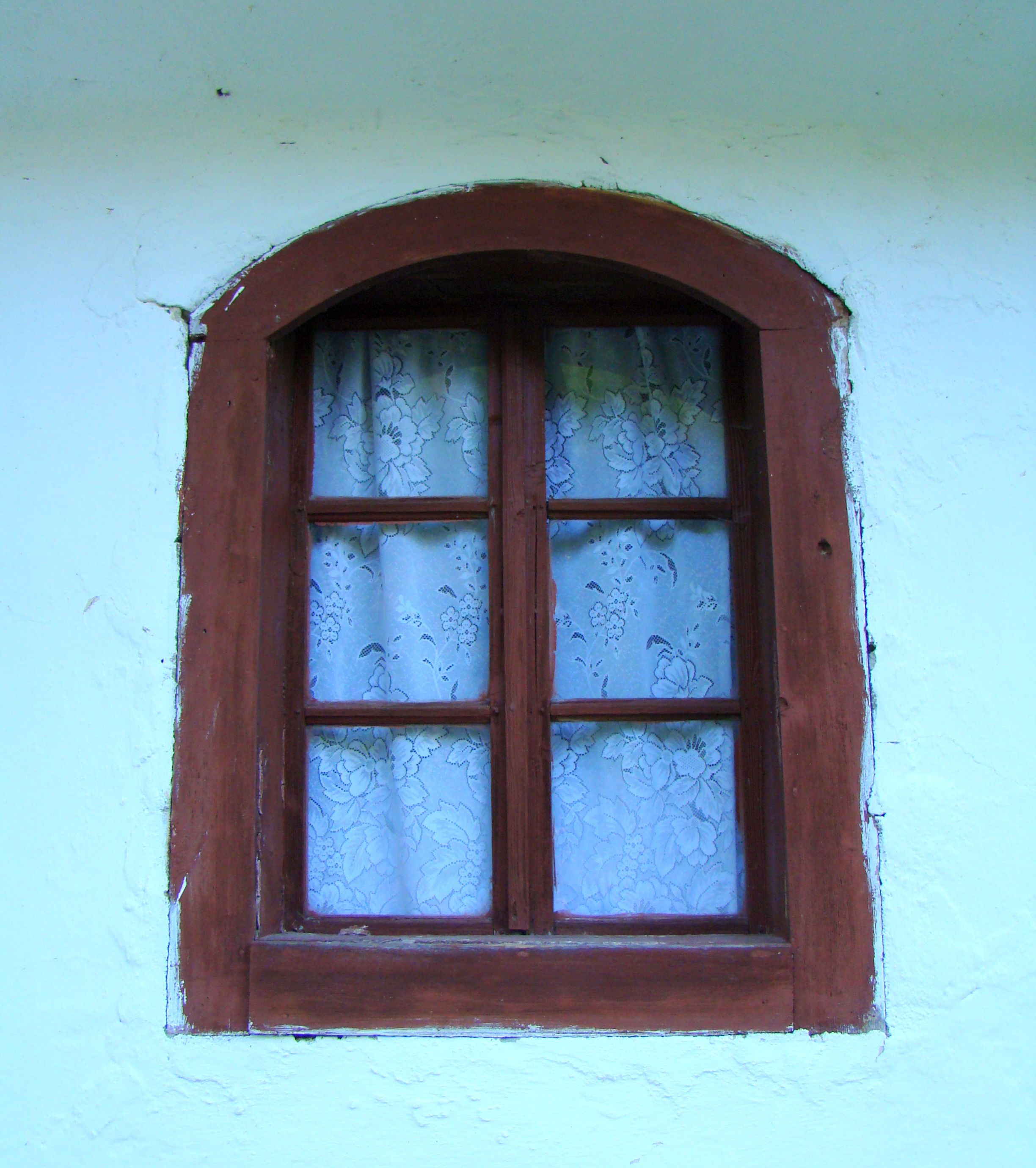
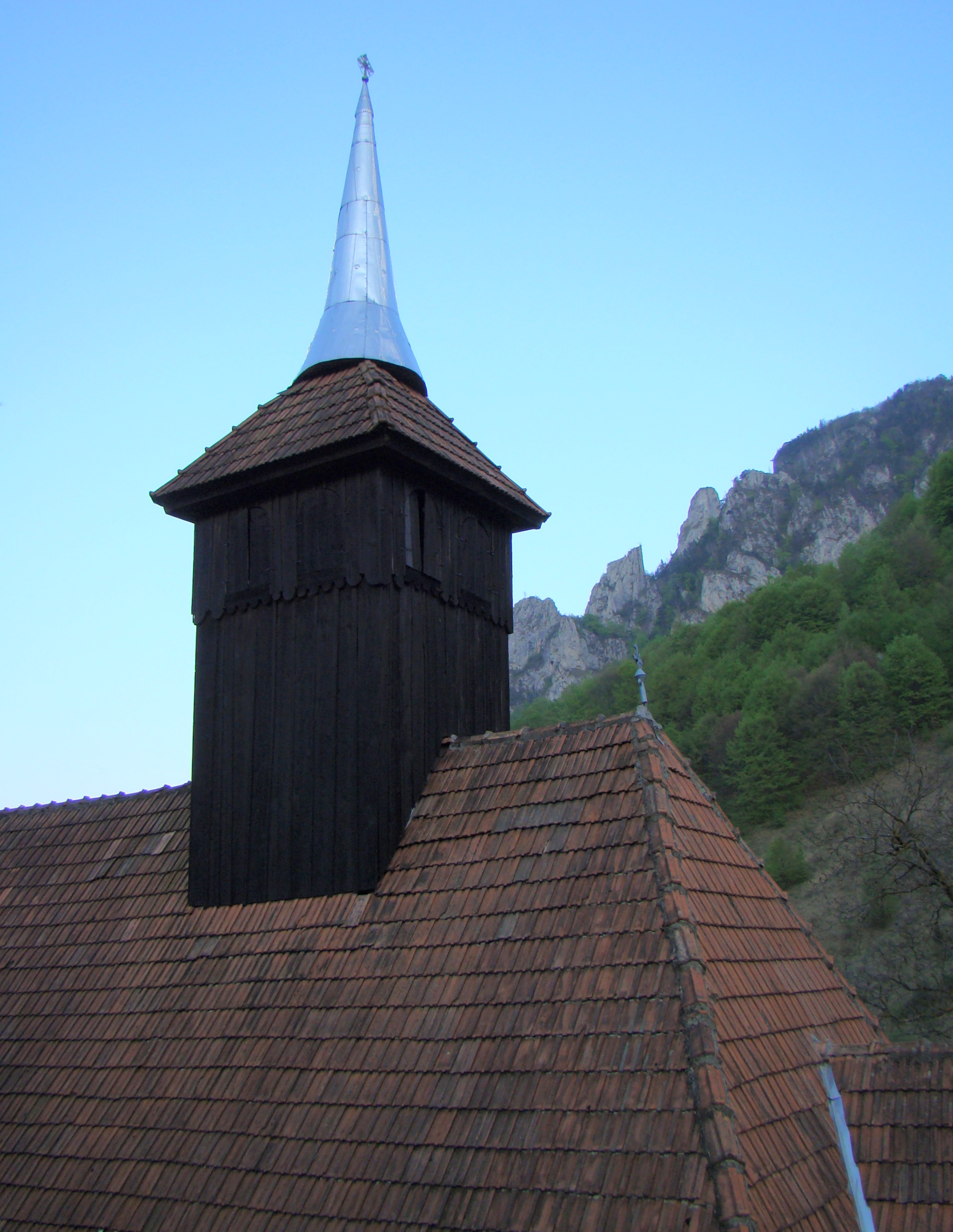
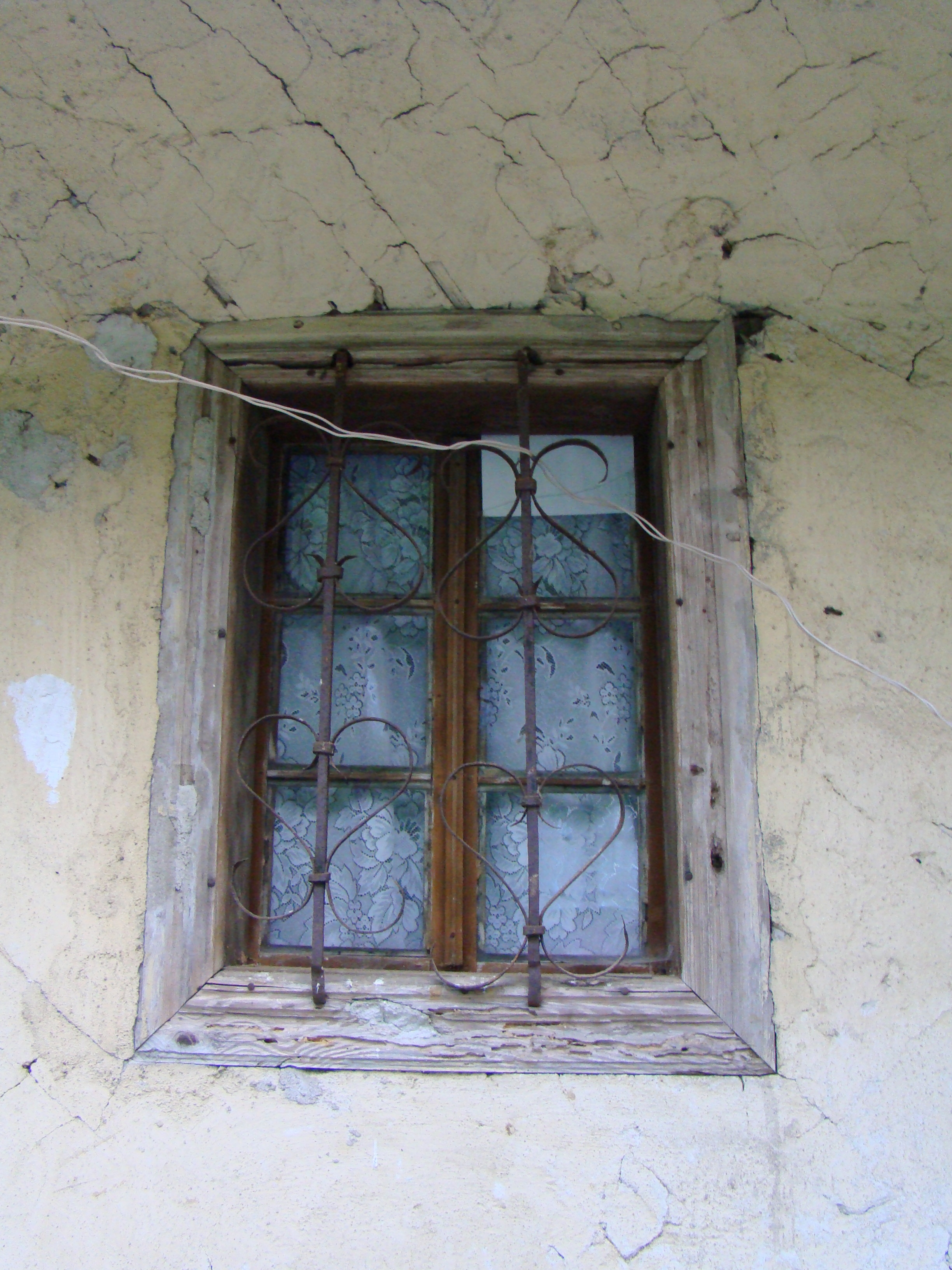
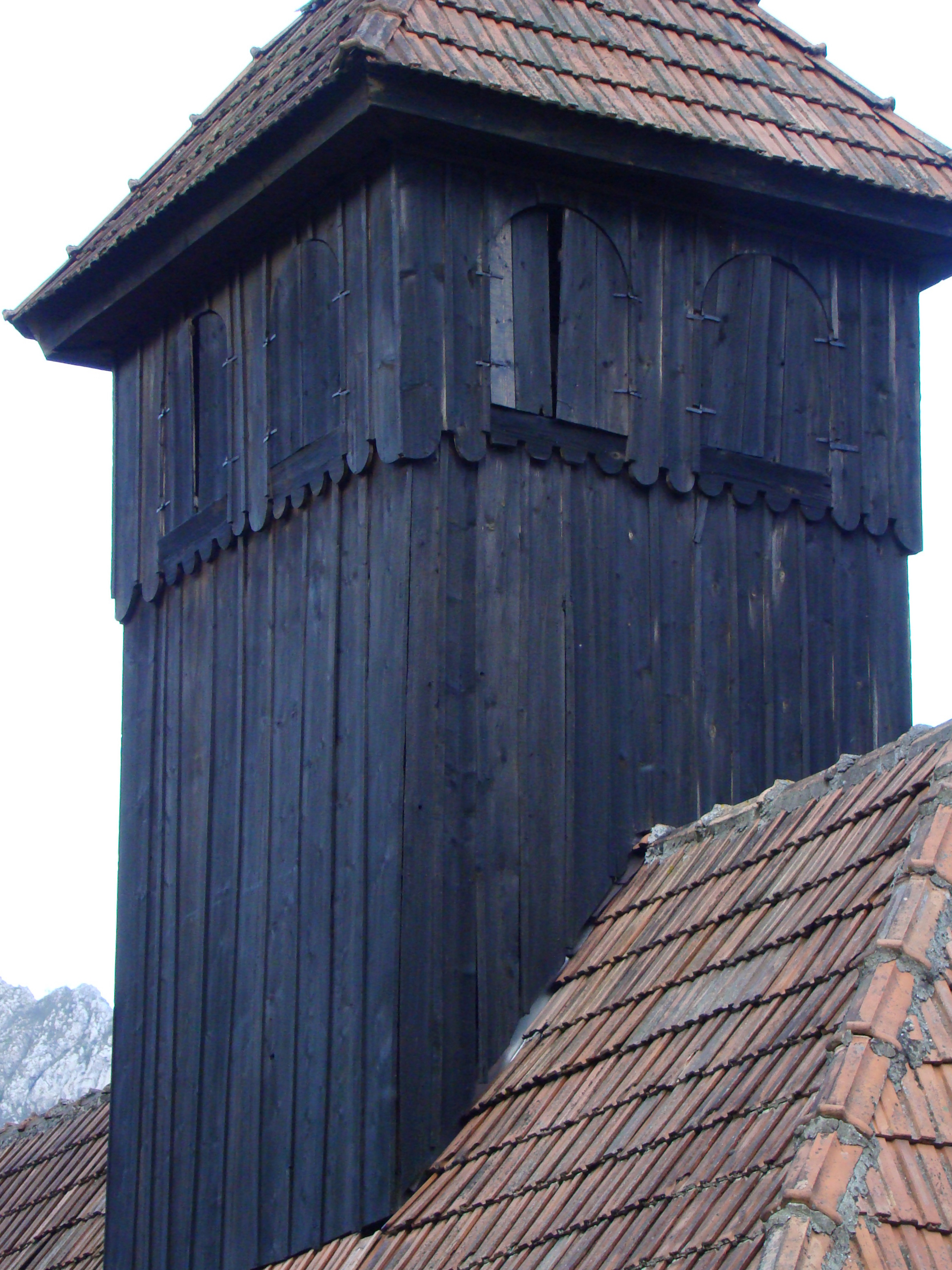
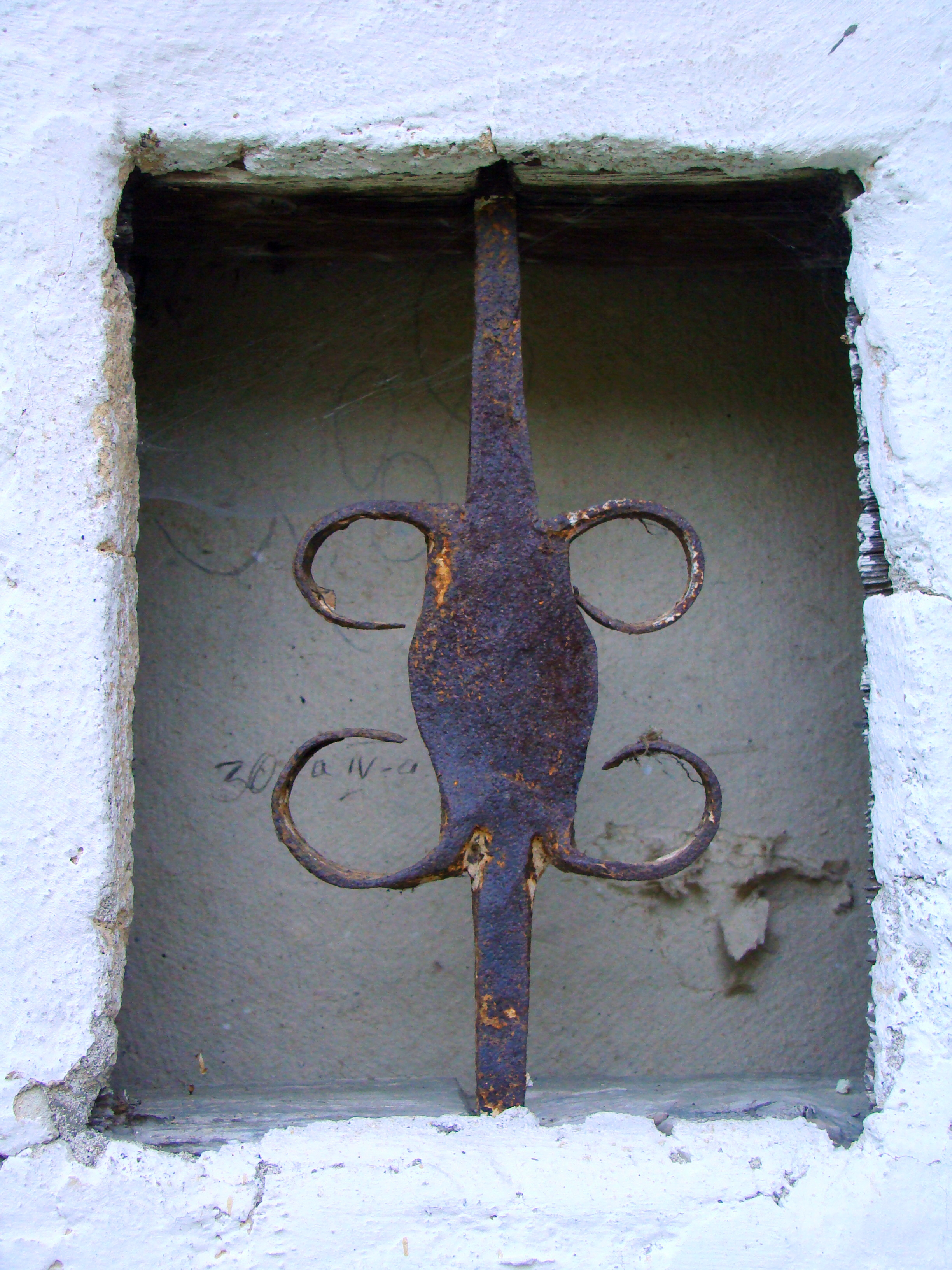
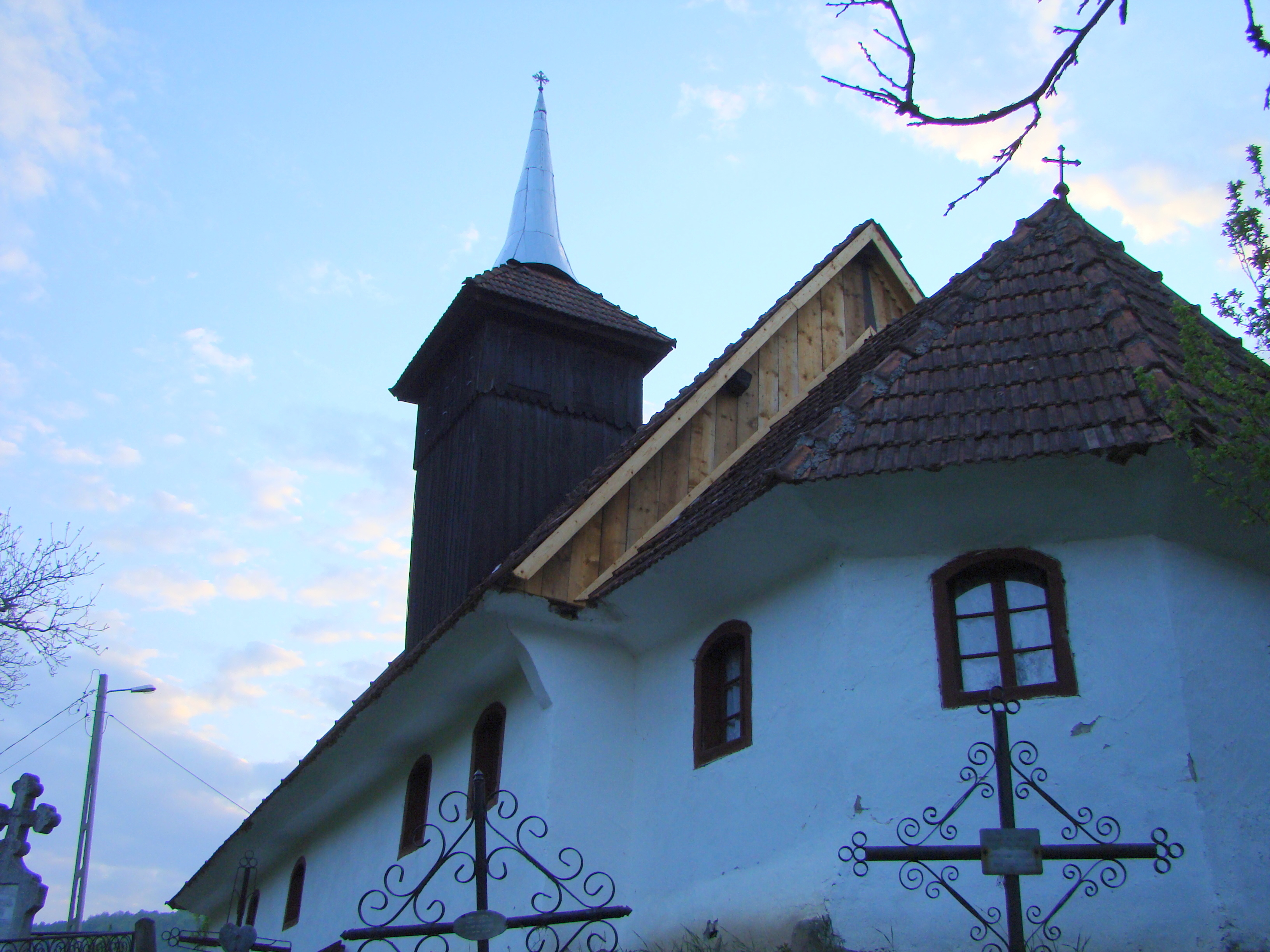
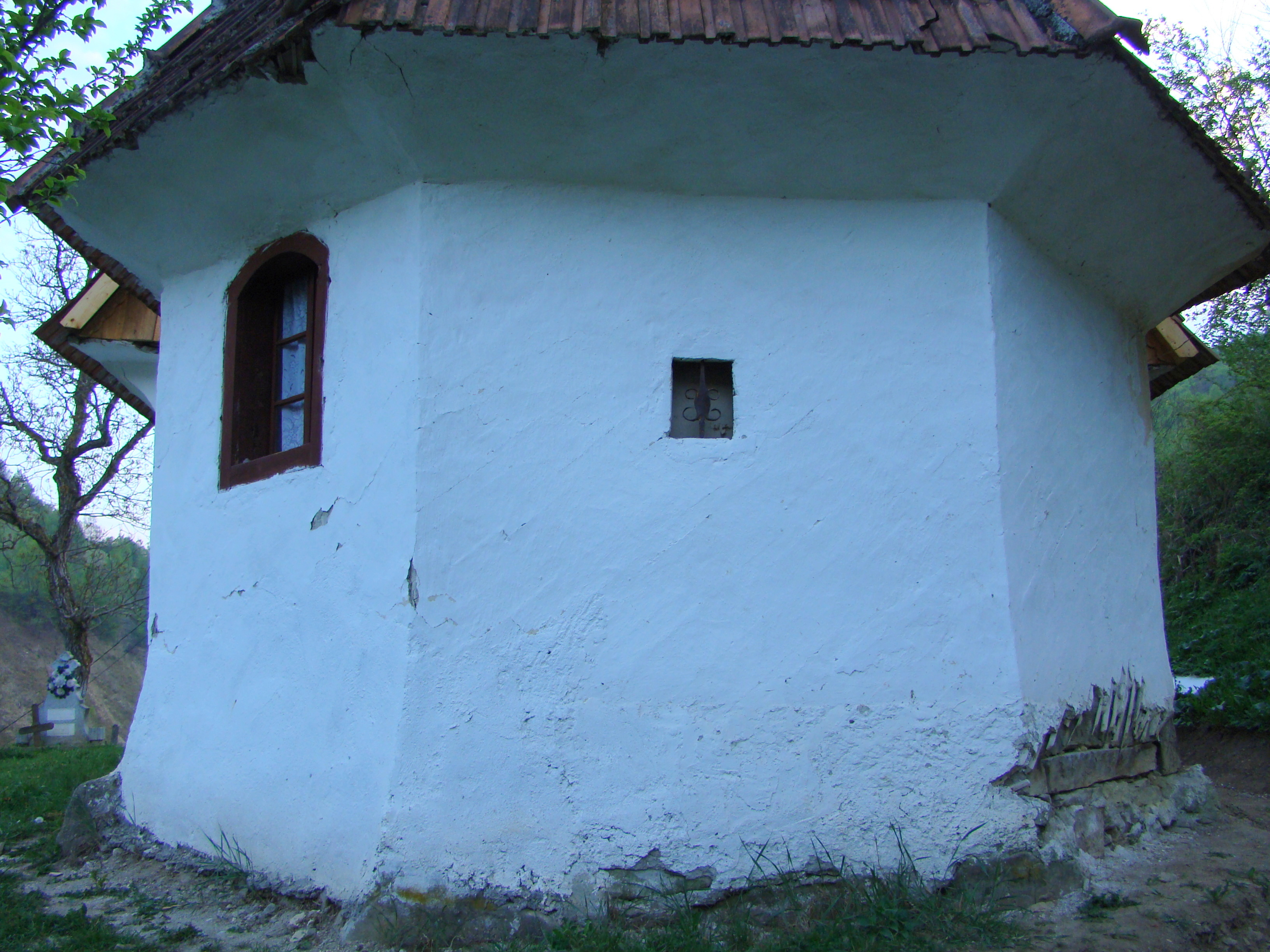
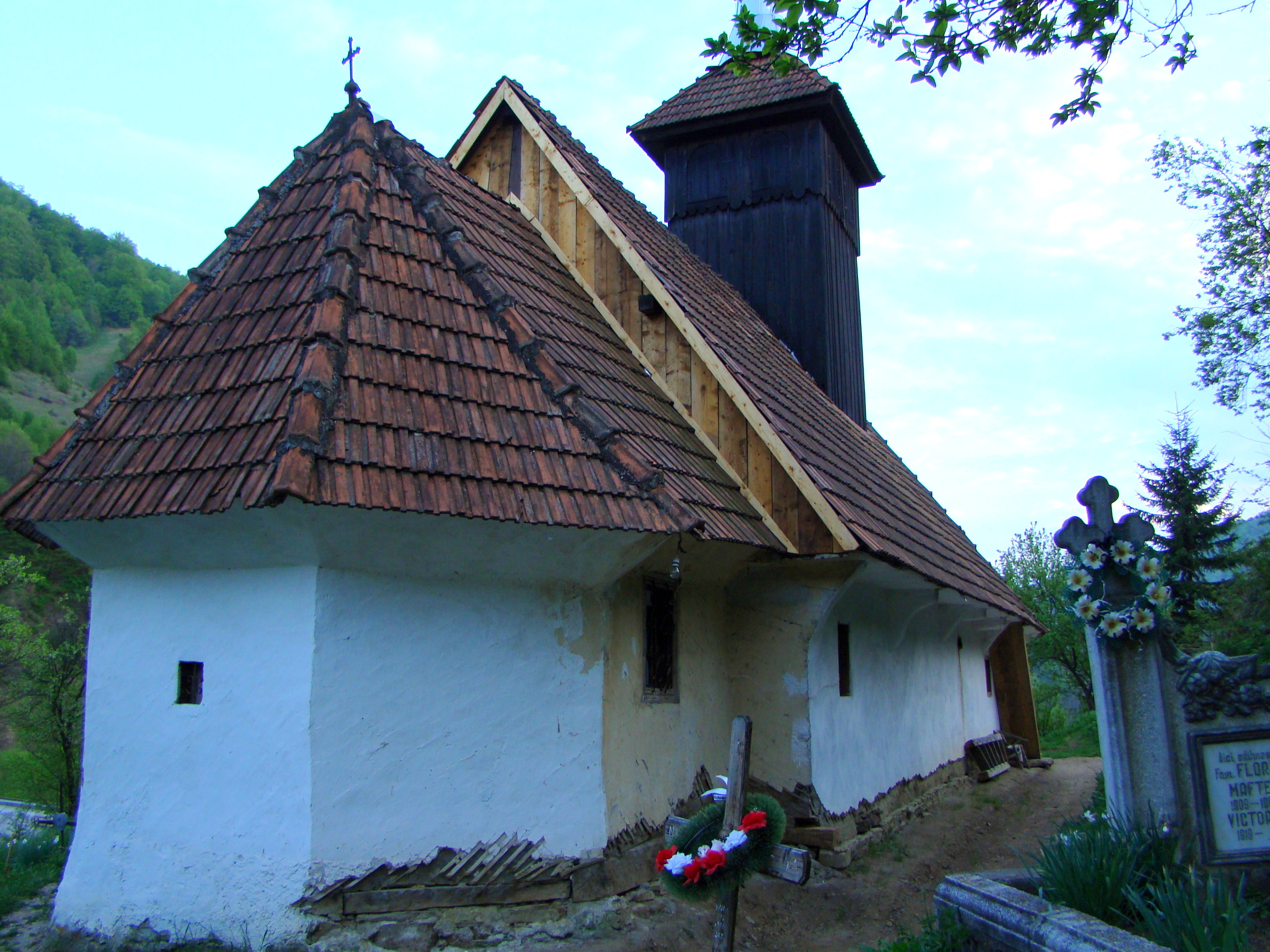
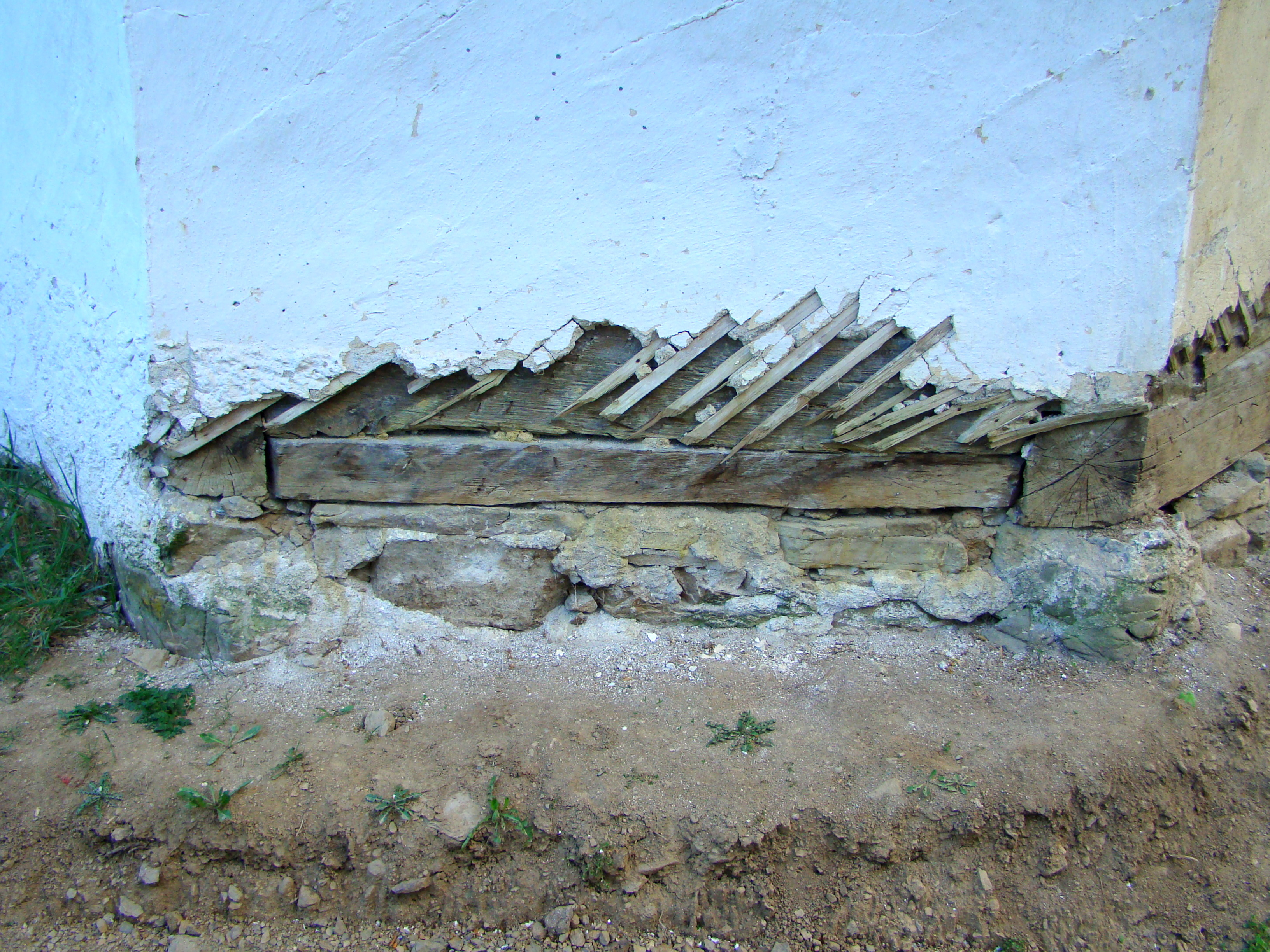
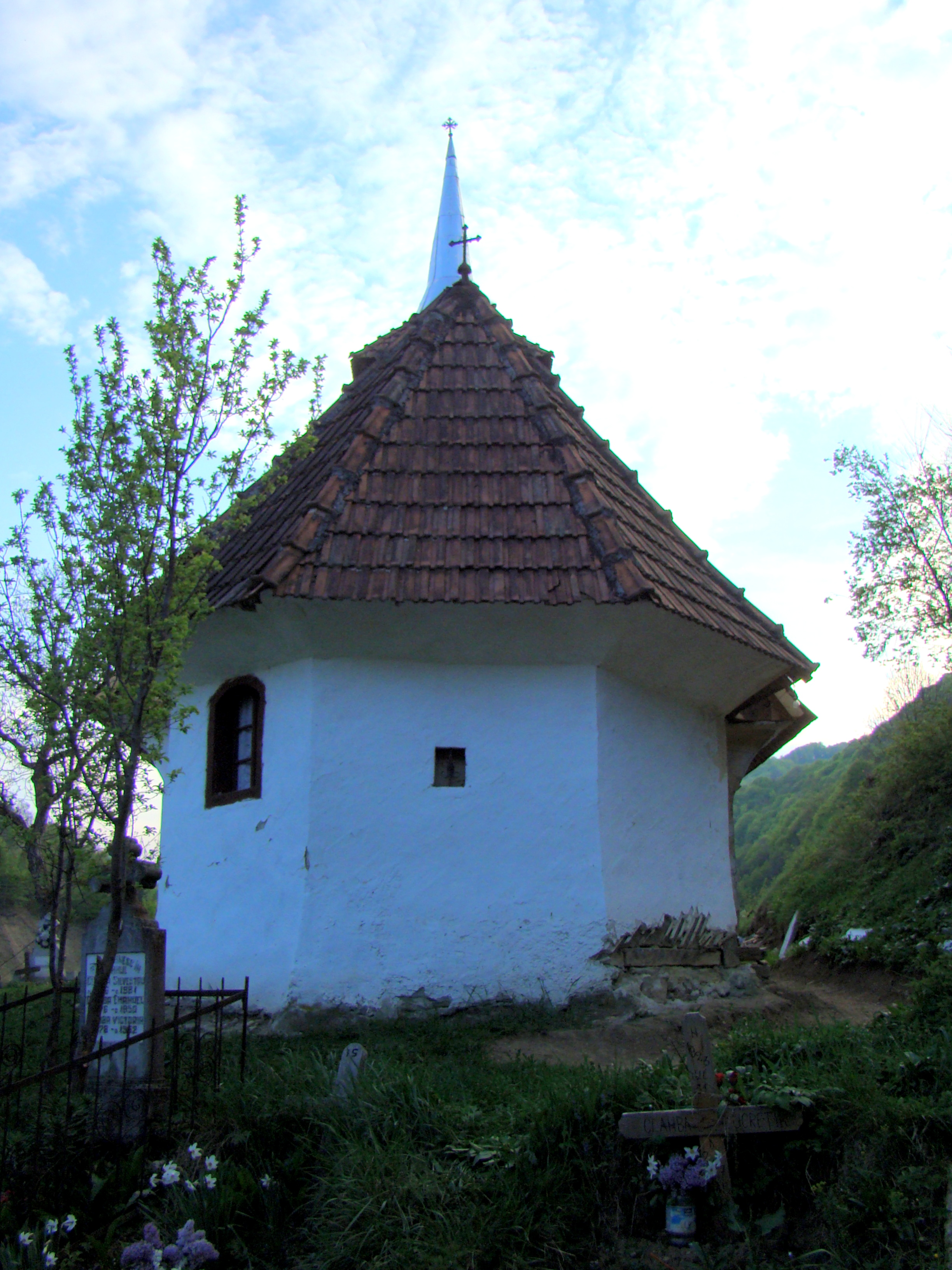
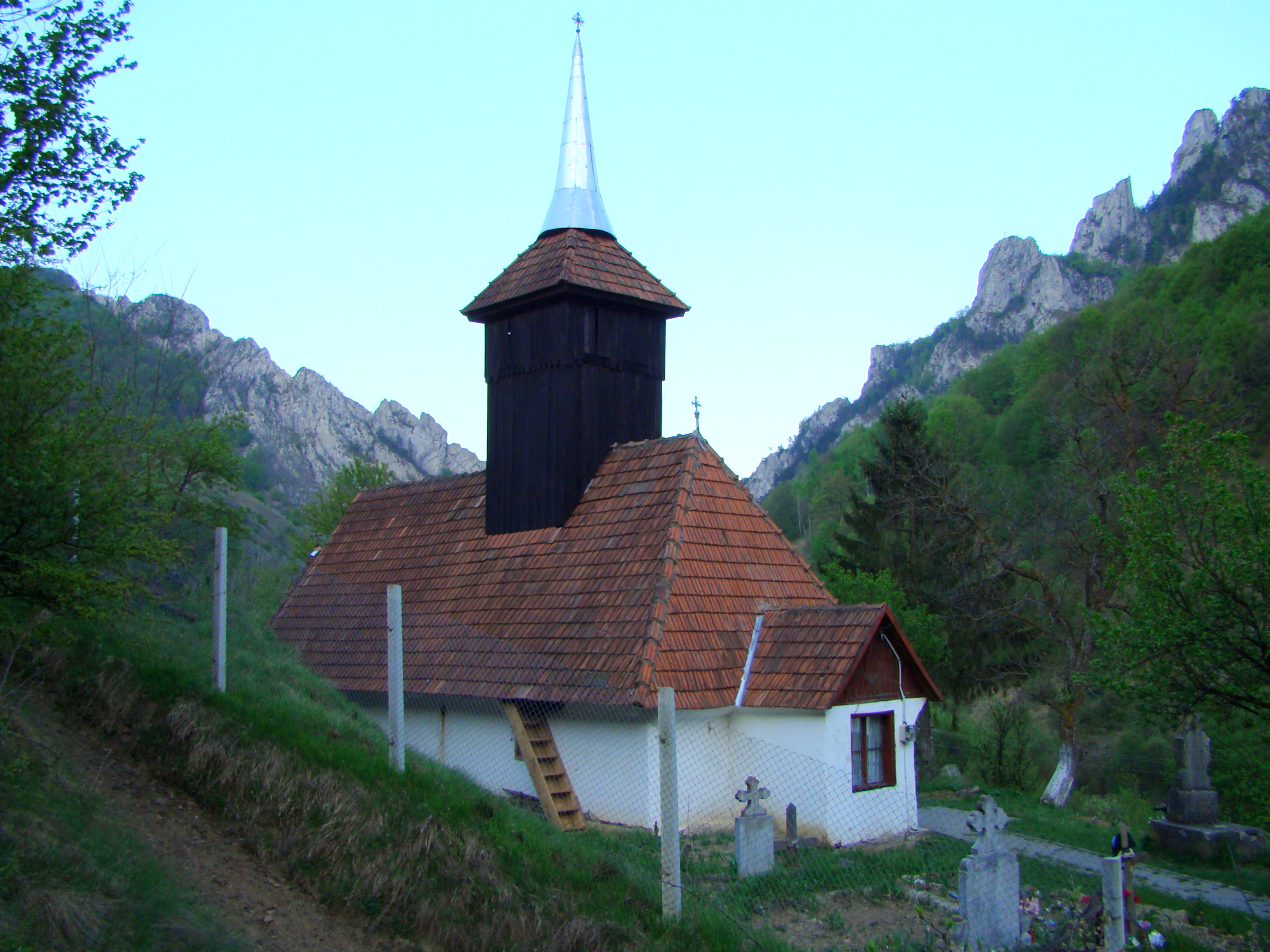
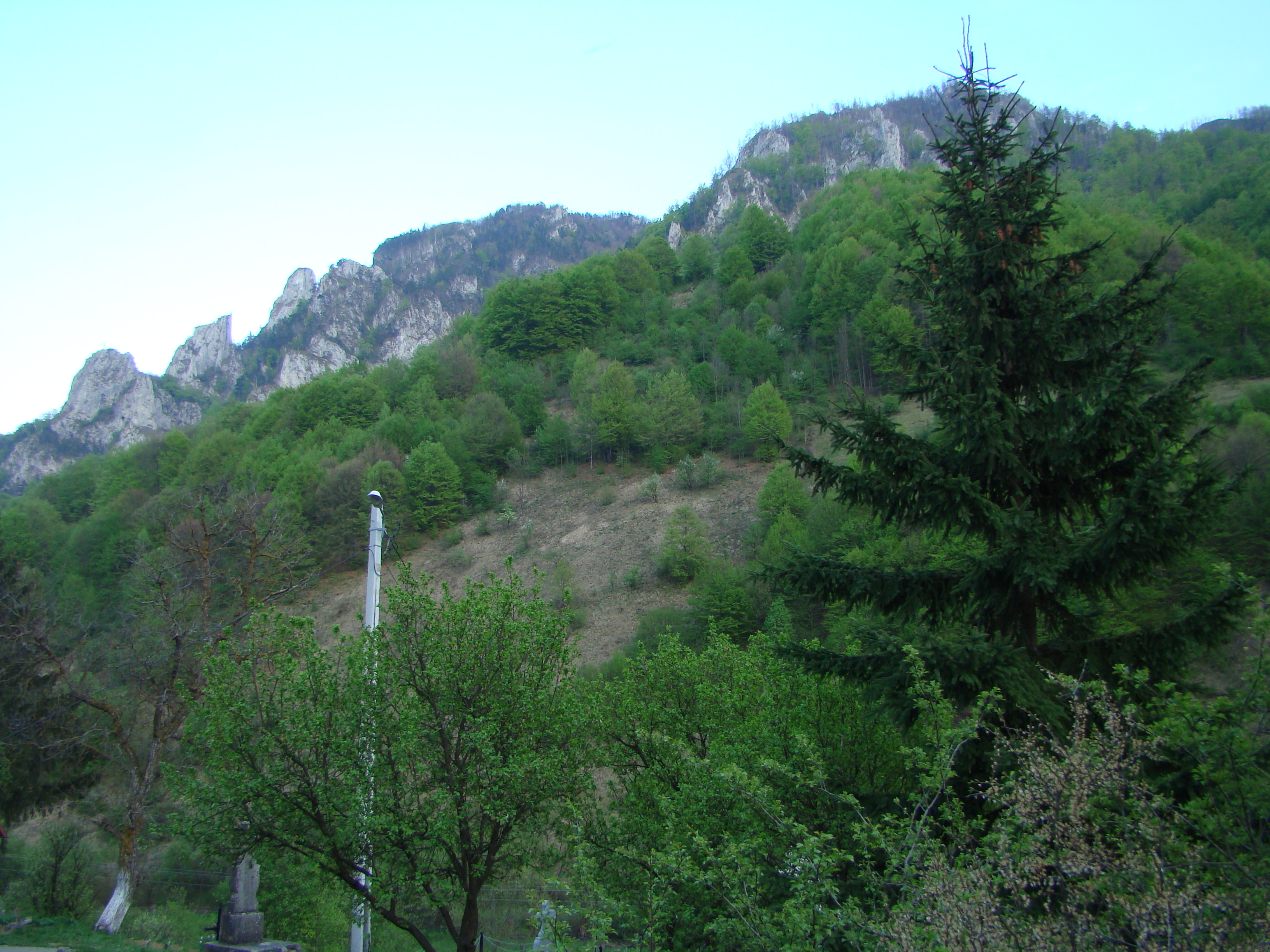
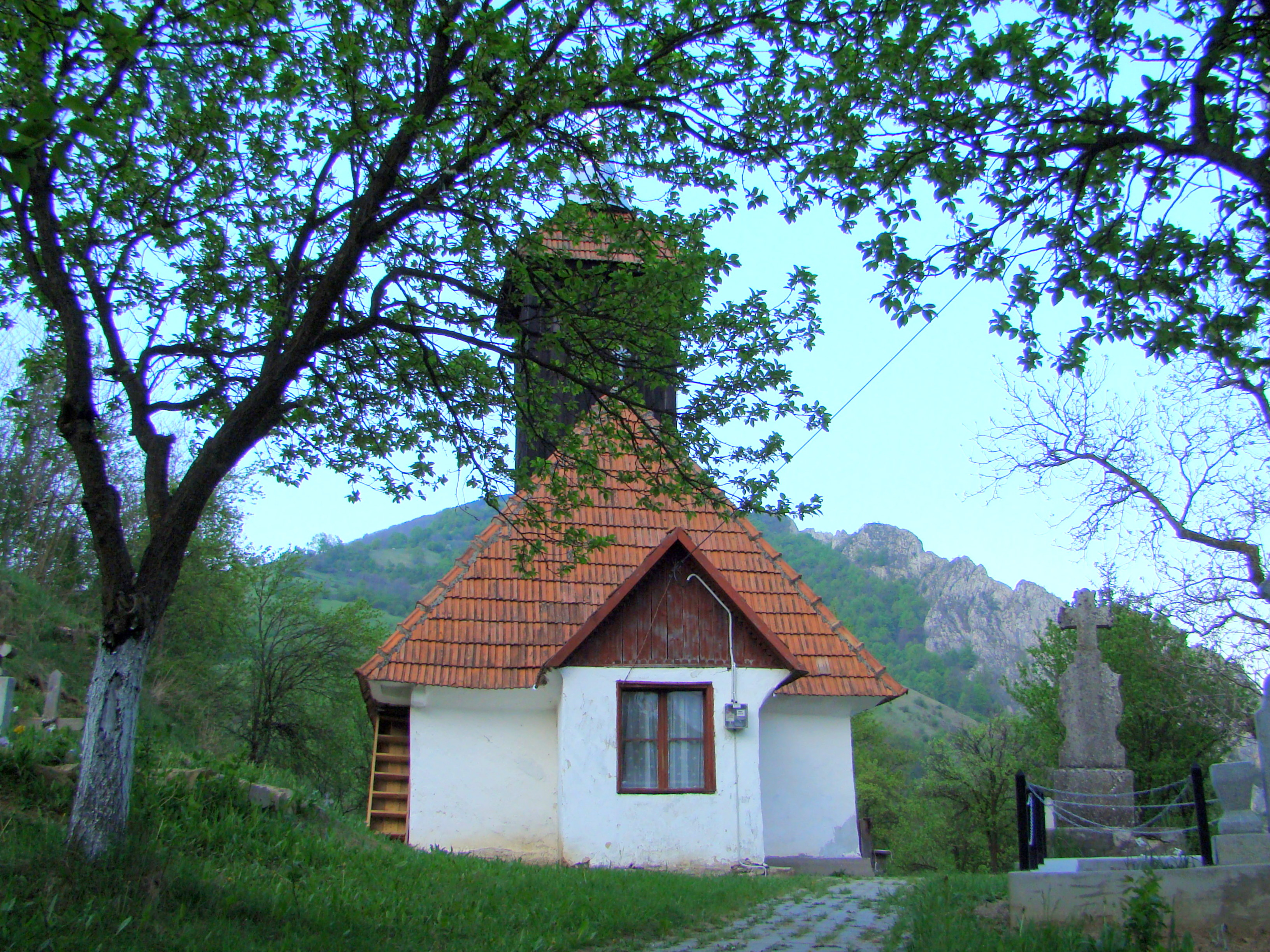
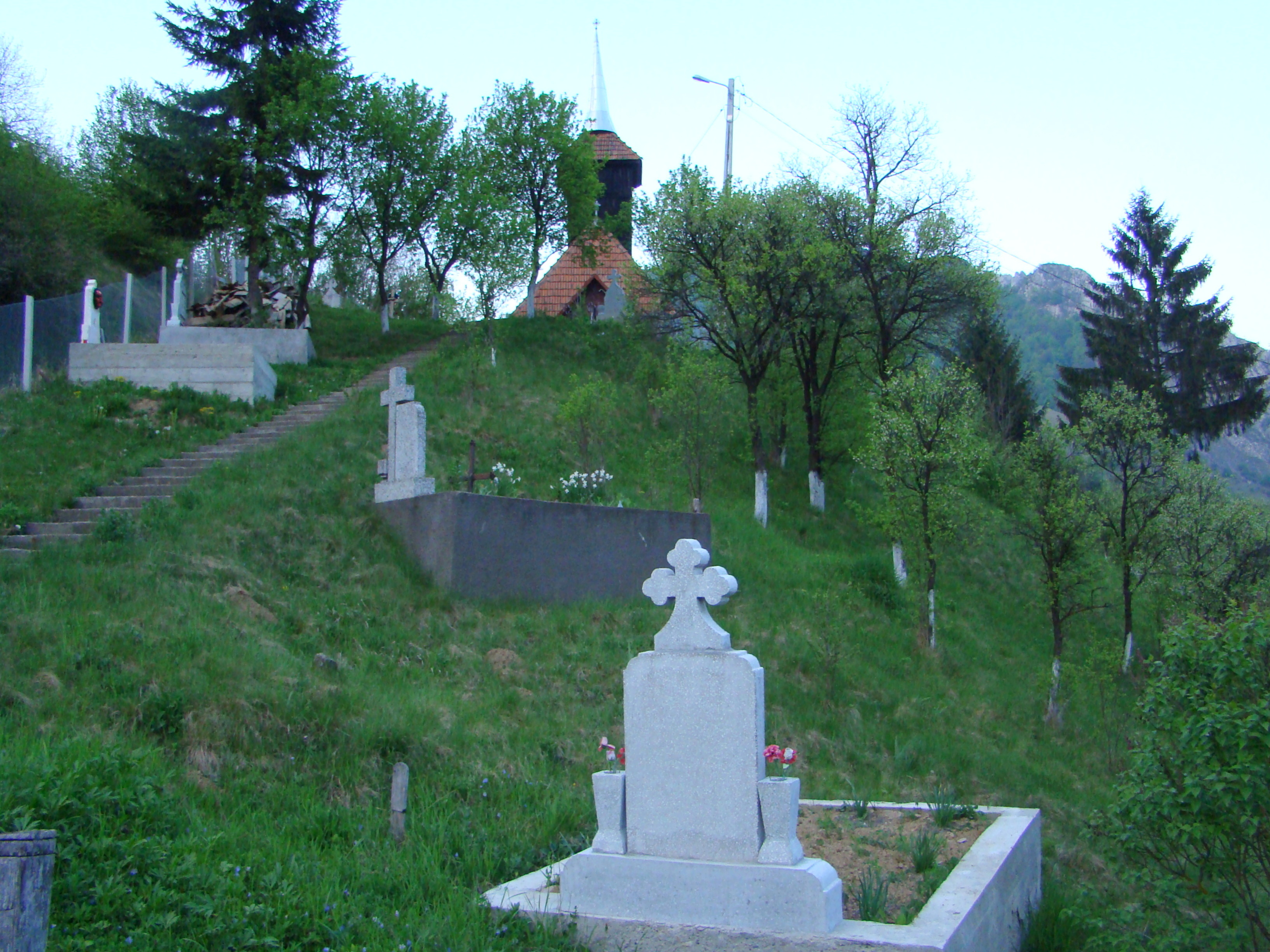